# 遺留捜査
『遺留捜査』（いりゅうそうさ）は、テレビ朝日・東映制作の連続刑事ドラマシリーズ。主演は上川隆也。

## 概要
2011年に、テレビ朝日系列の水曜21時台に設けられていた刑事ドラマ枠にて第1作目（S1）が放送され、以降複数回にわたる放送枠の変更などもはさみつつ（詳細な放送時間については放送日程の節も参照）、2024年現在までにテレビシリーズが計7シーズン、単発のスペシャル版が計11作、断続的に制作・放送されている。
本シリーズは、特定の原作が存在しない脚本家によるオリジナル作品であり、各回のストーリーもシリーズ全体を通して、被害者の残した遺留品から紐解かれる心情の機微に重点が置かれた内容となっている。物語の舞台は当初、主人公の糸村聡が属していた警視庁管内（東京都内）、とりわけS2からは中央区周辺を主としていたが、放送枠が木曜20時台（木曜ミステリー）へと変更されたS4以降は、同枠にて放送されるドラマの制作を東映京都撮影所が請け負っている都合上、京都府内とその近辺へと移す形とされた。
以下、本文中における「S」表記は第○シーズン、「SP」表記はスペシャルをそれぞれ指すものとする。

## 登場人物

### 京都府警捜査一課特別捜査対策室（略称・特対）
糸村聡（いとむら さとし）〈45 → 46 → 47〉
演 - 上川隆也
経歴：警視庁刑事部捜査第1課第1強行犯捜査部門科学捜査係 主任（S1）
→ 警視庁月島中央警察署刑事課 主任（S2 - S4第1話）
→ 京都府警捜査一課特別捜査対策室（S4 - ）
階級は警部補。大学卒業後に警視庁に入る。所轄の鑑識に配属された後に加賀見享の推薦で捜査一課科学捜査係に転属する。
傷害致死で決着寸前の事件を、遺留品を元に保険金詐取目的の嘱託殺人であることを突き止めたが、組織を重んじる警察では逸脱した行動であったと判断され、月島中央署への左遷命令が下る。
非常にマイペースな性格で、S7でもその性格は変わっていない。遺留品に対する気持ちがかなり強いため、上司の命令を無視し単独行動を取ることもあり、同僚から煙たがられている。物語の終盤で、事件関係者に「（僕に）3分だけ時間を下さい」と頼み、現場に残された遺留品を元に汲み取った、容疑者が犯行に至った細かな動機や被害者の最期の思いを伝える。ただし、鑑定の時に他の案件を請け負っているにもかかわらず、自分の依頼を優先させることが多いため、死者の意を汲み取りたいのではなく自身が興味を持った物にのみ動いていると村木繁から指摘を受けている。遺留品や死者に真摯に向き合うのに対し生きている者には無神経な行為が多く、同僚への配慮が足らない迷惑な行動、時に被害者家族に対してもやや無神経な聴取で悲しませており、空気どころか態度に出している感情が読めない部分がある。S3第8話にて、殺人事件の容疑者として浮上した三枝達也が死亡した事件の捜査で、「三枝から電話を受けていながら、その事を捜査本部に報告せず、スタンドプレーに走った結果、三枝の死を招いた」として金子管理官に処分されそうになったが、それでも事件解決の為に動き続け、遂には真相を明らかにして犯人を逮捕したことで処分は免れた。
S4では京都府警捜査一課特別捜査対策室への異動辞令を受け、赴任前に一週間休暇を取り関西へ下見旅行に出掛けたところ、神戸港で事件に巻き込まれ、事件解決後、そのまま着任した。
SP9ではいつも鑑定を頼んでいる村木が撃たれて意識不明に陥った事を知ると、初めて単独行動はせず神崎と共に行動し、村木の為に事件の真相を追い続けた。また、最後に村木の意識が戻った際には嬉しさのあまり涙を流すなど今まで見せなかった良き一面も見せた。
移動手段は本来地域課が使う警ら用自転車を使用。好物はハチミツ。趣味は釣り。口癖は「（格言・名言を述べ）って誰かが言ってました」、「お構いなく」。現場に入るときにネクタイを外す。
神崎莉緒（かんざき りお）
演 - 栗山千明（S4 - ）
刑事。階級は巡査部長。主に糸村とコンビを組む。佐倉と同じ激情家。
最初は糸村の単独行動に辟易していたが、一緒に行動するうちに彼の考えを理解するようになり、同時に認めていく。
石神一志は神崎が刑事になりたての頃の所轄時代の同僚で石神から「白眼」と呼ばれている。
雨宮宏（あまみや ひろし）
演 - 永井大（S4 - ）
刑事。S4では佐倉と、S5では岩田と、S6では沖田とコンビを組む。
S4で捜査一課から特別捜査対策室に引き抜かれた。
沖田悟（おきた さとる）
演 - 戸塚純貴（S6第2話 - ）
経歴：京都府警山科北警察署
→ 京都府警捜査一課特別捜査対策室（S6第2話 - ）
刑事。所轄署から府警本部へ異動してきた若手。階級は巡査部長 → 警部補（SP11）。
佐倉路花（さくら みちか）
演 - 戸田恵子（S4 - ）
階級：警部補（S4 - SP6） → 警部（SP7 - ）
刑事。S5からは警察庁に出向した桧山室長のかわりに室長代理に就任。
京都生まれの京都育ち。父は太秦で有名な大部屋俳優。“人たらし”だった父の血を受け継いだのか、人の懐にスッと入り込む術を持ち、処世術や観察力に長けている。子ども時代から金銭的に苦労してきたため、安定した仕事を求めて女性警察官になった。離婚歴がある（S5第1話）。
科捜研の女に登場する土門薫の様に取り調べの際、苛烈な物言いで犯人を非難する程の激情家で、特に自分勝手な理由で犯罪を犯したり、弱味に漬け込んで他人を犯罪に利用する犯人に対しては容赦が無い。

### 京都府警科学捜査研究所
滝沢綾子（たきざわ あやこ）
演 - 宮﨑香蓮（S4 - ）
研究員。
村木繁（むらき しげる）〈47〉
演 - 甲本雅裕（S1 / S2第1話・第5話・最終話 / S3 - ）（高校生：平野航平〈S4第6話〉）
経歴：警視庁科学捜査研究所（S1 - SP4）
→ 京都府警科学捜査研究所（S4 - ）
係官。どんなに仕事が立て込んでいても関係なく平然と別の鑑定を依頼してくる糸村に辟易してはいるものの、それでも渋々引き受けたり、時にはそれに対抗した上で交換条件を出して応じている。また、水沢響子に好意を寄せている節があり、糸村と同じ内容の依頼を彼女に頼まれた場合は率先して引き受けている。
S4では、警視庁と京都府警との人事交流により、府警の科捜研に赴任した。また、第6話では被害者が、学生時代に自分と出会い、科捜研の仕事に就く事を志すきっかけとなった人物である事を知り、事件解決の為に糸村に調査を頼んだ。
S5では、好きな人ができたため人事交流が終わったあとも京都への残留を希望する。
SP9では、標的と間違えた犯人に撃たれ、意識不明の重体に陥るも、事件解決後に意識が戻り、後に科捜研に復帰した。
高校時代は剣道部主将を務めていた。

### 警視庁刑事部捜査第一課
織田みゆき（おだ みゆき）〈28〉
演 - 貫地谷しほり（S1）
第2強行犯捜査部門殺人犯捜査第1係。階級は巡査部長。
単独行動を取る糸村と聞き込み先で度々遭遇し、その行動に眉をひそめながらも、糸村が見つけてくる物証や証言には一目置いている。
曽根武雄（そね たけお）〈55〉
演 - 佐野史郎（S1）
第2強行犯捜査部門殺人犯捜査第1係係長。階級は警部。
宮下晴彦（みやした はるひこ）
演 - 螢雪次朗（S1 / SP3 / SP4）
第2強行犯捜査部門殺人犯捜査第1係主任。階級は警部補。
野口洋（のぐち ひろし）
演 - 山崎潤（S1 / S2最終話）
原本（はらもと）
演 - 原元太仁（S1）
佐井（さい）
演 - 崔哲浩（S1）
加賀見享（かがみ とおる）〈59〉
演 - 大杉漣（S1 / S2第1話）
経歴：警視庁刑事部捜査第一課課長（S1）
→ 定年退職（S2第1話）
課長。階級は警視正。鑑識課長上がり。
糸村の遺留品に対する気持ちが強い性格を見込み、捜査第1課に抜擢する。
18年前に弁護士だった江藤隆義が何者かに殺された事件を斎田修と山崎善行と一緒に捜査していた。後に斎田の転落死をきっかけに糸村の調査で事件の真相が解明される事になり、江藤奈津子に謝罪する。
S2では警察を定年退職し、持病がある月島中央署交通課勤務の娘・恵が誘拐されてしまう。5年前は警視庁両国警察署 副署長だった。
金子丈弥（かねこ たけや）
演 - 小木茂光（S3第1話・第2話・第8話・最終話 / SP1 / SP3 / SP4）
管理官。階級は警視。
三枝達也を自殺として処理し、さらに糸村をスケープゴートにしようとしたが、結局は糸村が犯人を捕まえて事件を解決させたことで失敗に終わり、代わりに糸村に協力した森田を月島中央署へ左遷させた。

### 警視庁刑事部捜査第一課科学捜査係
大石鉄夫（おおいし てつお）
演 - 浅見小四郎（S1）
第1強行犯捜査部門科学捜査係係長。階級は警部。

### 警視庁刑事部鑑識課
富樫謙三（とがし けんぞう）
演 - 伊藤正之（S1）
鑑識課班長。
堂本治（どうもと おさむ）
演 - 妹尾正文（S1）
鑑識課員。
大窪（おおくぼ）
演 - 大久保運（S1）
鑑識課員。
堀内義人（ほりうち よしと）
演 - 小川隆市（S1）
検視官。
須河（すがわ）
演 - 須川和洋（S1）
鑑識課員。

### 警視庁刑事部
高山義和（たかやま よしかず）
演 - 矢島健一（S2第1話・最終話）
刑事部長。

### 警視庁月島中央警察署
水沢響子（みずさわ きょうこ）〈46 → 47〉
演 - 斉藤由貴（S2 - SP4）
刑事課課長。階級は警部。糸村の同期。
離婚歴があり、小学生の子供がいる。糸村の行動が理解できないと言いながらも、フォローしている。
森田宗介とは杉並東警察署時代、先輩・後輩の間柄だった。15年前に彼が厚生労働省の事務次官の息子を傷害で逮捕した際、杉並東署刑事課全員が処分されてしまったが、そのことを彼女は誇りに思っていた。
佐久間裕司（さくま ゆうじ）〈40 → 41〉
演 - 八嶋智人（S2 - S3第1話）
経歴：警視庁月島中央警察署刑事課（S2 - S3第1話）
→ 警視庁捜査第1課に派遣（S3第1話）
階級：巡査部長 → 警部補
本庁から左遷されてきた糸村が単独で捜査を始め、周囲の状況も考えず行動することに反発しているが、捜査を共にしていく内にその実力を認めていく。
S3では警視庁捜査第1課の応援で暫く、月島中央警察署から離れることになった。
長瀬清文（ながせ きよふみ）〈46〉
演 - 田中哲司（S2第1話 - 第5話・最終話〈回想〉）
経歴：警視庁月島中央警察署刑事課（S2第1話 - 第5話）
→ 殉職（S2第5話）
階級は警部補。長瀬紗英の兄。
長瀬が担当した事件の犯罪被害者・山崎和夫に拳銃で撃たれた。糸村によって介抱されるが殉職した。
二宮功一（にのみや こういち）〈30 → 31〉
演 - 岡田義徳（S2 - S3第1話）
経歴：警視庁月島中央警察署刑事課（S2 - S3第1話）
→ 警視庁捜査第1課に派遣（S3第1話）
階級：巡査 → 巡査部長
課の最年少で雑用を頼まれることが多い。
S3では佐久間と同じく警視庁捜査第1課の応援で暫く、月島中央警察署から離れることになった。
仙堂卓巳（せんどう たくみ）〈38 → 39〉
演 - 正名僕蔵（S2 - SP4）
刑事課。階級は巡査部長。
遠山修介（とおやま しゅうすけ）〈35 → 36〉
演 - 眞島秀和（S2 - SP4）
刑事課鑑識係。階級は巡査部長。女性たちにモテる。
横山恵一（よこやま けいいち）〈30 → 32〉
演 - 波岡一喜（S1 / S3 / SP1 / SP3 / SP4）
経歴：警視庁刑事部捜査第一課科学捜査係（S1）
→ 警視庁月島中央警察署刑事課（S3 - ）
階級は巡査部長。科学捜査係から月島中央署へ異動してきた。
科学捜査係時代に糸村の部下だったことから、月島署では「糸村の保護者」という目で見られることがある。
捜査一課の織田みゆきは警察学校の同期。
森田宗介（もりた そうすけ）〈50〉
演 - 西村まさ彦（S3 - SP4）
経歴：警視庁刑事部捜査第一課（S3）
→ 警視庁月島中央警察署刑事課（S3最終話 - ）
階級は警部補。水沢とは杉並東警察署時代、先輩・後輩の間柄だったが現在は階級の上で立場が逆転した。
15年前に彼が厚生労働省の事務次官の息子を傷害で逮捕した際、杉並東署刑事課全員が処分されてしまった。警視庁が収束宣言をした三枝達也殺害事件の捜査に協力した責任を取らされ、月島中央署へ左遷される。
東孝彦（あずま たかひこ）〈58 → 59〉
演 - 三宅裕司（S2 - SP4）
署長。階級は警視。月島中央警察署駅伝部監督。趣味は社交ダンス。呑気な性格で関心事は定年後の生活。
管轄内では滅多に凶悪事件が起こらないが12年ぶりに殺人事件が起き、捜査本部が設置される。
緊張感がなく、捜査員の食事にもんじゃ焼きを準備しようとした（S2）。

### 日本音響研究所
江藤奈津子（えとう なつこ）〈40〉
演 - 水野真紀（S1第1話・第5話・第10話・最終話 / S2第3話・第4話）
日本音響研究所 所長。
18年前に弁護士だった兄・隆義が何者かに殺され、その婚約者・高見杏子が兄を殺害した容疑者として逮捕される。悲観した杏子は留置場で自殺する。この事件で警察に対して不信感を持つようになる。後に斎田修の転落死をきっかけに糸村の調査で真相が解明される。
兄の遺児である美佐と現在、暮らしている。

### 元特対のメンバー
高瀬信彦（たかせ のぶひこ）
演 - 和泉崇司（S4）
刑事。主に資料分析を担当する。
前職は、府警の広報センター。子どもたちに“親しみやすい警察”をPRしていたが、引っ込み思案な性格のため仕事になじむことができなかった。だが、府警のHPをイチから作り直したことで、情報解析のスキルが極めて高いことが発覚。チームに抜擢される。
桧山亘（ひやま わたる）
演 - 段田安則（S4 / S5第1話〈回想〉 / SP6）
経歴：京都府警捜査一課特別捜査対策室 室長（S4）
→ 警察庁（S5）
室長。
物腰穏やかな性格で、また犯罪は絶対に見逃さないといった正義感を持ち、警察の威信に逆らってでも真実を追求する。部下の尊重を大切にし、また理解するタイプであり、例え糸村の捜査が原因で同じ刑事から苦情が来ても敢えて止めずに好きにさせたり、糸村の報告さえも鵜呑みにせずに聞き入れるなど、部下思いな一面がある。民自党の副幹事長・結城圭祐と交流がある。子供の頃、姫野剛志と一緒にピアノを習っていた（SP6）。
S5では警察庁に出向したが、SP6にて研修のため一時京都府警に戻る。
岩田信之（いわた のぶゆき）
演 - 梶原善（S5 - S6第1話・第7話）
経歴：京都府警捜査一課特別捜査対策室（S5 - S6第1話）
→ 内勤（S6第1話 - ）
刑事。S5で捜査一課から特別捜査対策室に引き抜かれた。特別捜査対策室の佐倉路花にライバル意識がある。S6第1話の中盤で、母親の介護のため内勤へ異動した。

### 京都府警刑事部
八重樫剛（やえがし つよし）
演 - 野村宏伸（S4第1話・第6話）
捜査一課3係 係長。
西（にし）
演 - いわすとおる（S4第1話・第6話）
捜査一課3係 刑事。
槇原（まきはら）
演 - 北川裕介（S4第1話・第6話・第8話）
捜査一課3係 刑事。
氏家隆明（うじいえ たかあき）
演 - 益岡徹（S5第3話・最終話 / SP5 / SP6〈回想〉 / SP7）
刑事部長。

### その他
結城圭祐（ゆうき けいすけ）
演 - 升毅（S4第1話・第5話）
民自党 副幹事長。京都府警察の桧山亘と交流がある。
園田蓮（そのだ れん）
演 - 柄本明（S5第1話 / S6第1話）
京都の鑑定家。古美術鑑定の重鎮。

### 特別出演
榊マリコ
演 - 沢口靖子（S5最終話）
京都府警科学捜査研究所の法医学研究員。S5最終話のラストで村木に仕事の依頼で特別捜査対策室を訪れる。

### ゲスト
第1シーズン / 第2シーズン / 第3シーズン / スペシャル1 - 4 / 第4シーズン / 第5シーズン / スペシャル5 - 10 / 第6シーズン / 第7シーズン / スペシャル11 -

#### 第1シーズン（2011年）
第1話「玩具のピアノと乱れた足音」
- 相川雪江（ヴァイオリニスト） - 中山忍
- 財津陽一（作曲家） - 橋本さとし（幼少期：齋藤鳳天）
- 入江大志（事務所社長） - 近藤芳正
- 小河（警視庁刑事部捜査一課 刑事） - 内野智
- 牛島（警視庁刑事部捜査一課 刑事） - 西岡秀記
- 田辺光男（孤児施設「陽春学園」元院長） - 浜田晃
- 溝口泰子（財津家の家政婦） - 杉野なつ美

第2話「母子手帳と裂けたおみくじ」
- 西野紗絵（実花の妹） - 黒川智花
- 西野実花 - 山入端佳美
- 田畑一郎（搬入業者） - 坂田聡
- 柏木裕也（実花の内縁の夫） - 斉藤悠
- 風間（所轄刑事） - 青島健介
- 阿部（墨田警察署刑事課） - 鈴木弘秋
- 市川夕子（実花の隣人） - 中野若葉
- 春山（キャバクラ店長） - 阪田マサノブ
- 佐川博信（歯科医師・キャバクラ常連客） - 津村和幸
- 西野奈保子（実花と紗絵の母） - 滝本ゆに

第3話「12402歩」
- 瀧由利枝（博久の妻） - 芳本美代子
- 町山千尋（帝都新聞 記者） - 遊井亮子
- 金城（帝都新聞・町山の上司） - 浅野雅博
- 米山重則（米山水産 社長） - ヨシダ朝
- 瀧博久（タキ食品 専務） - 岸祐二
- 瀧富士子（博久の義母） - 荒井眞理子
- 瀧隆太（博久の息子） - 中西龍雅
- 瀧隆一郎（タキ食品 社長・博久の義父） - 江守徹

第4話「紅い石」
- 田岡孝雄（耕治の父親） - 小野武彦
- 田岡耕治 - 佐野和真（幼少期：田中理勇）
- 島田良平（似顔絵描き） - 内野謙太
- 岩田（羽田東警察署刑事課） - 皆川猿時
- 田岡康夫（耕治の兄） - 大地泰仁（少年期：新田海統）
- 香取未知（耕治の元恋人） - 近野成美
- 田岡民江（耕治の母親） - 田中美登里

第5話「書きかけのカード」
- 中沢宗平（中沢興産 会長） - 石田太郎（少年期：西野翔）
- 中沢理恵（茜の母親） - 中原果南
- 山岡鎮夫（早苗の弟） - 遠山俊也
- 中沢公平（茜の父親） - 近江谷太朗
- 中沢茜（宗平の孫） - 水沢奈子
- 土屋早苗（友也の妻） - 寺田路恵
- 土屋友也（宗平の同級生） - 仲野文梧（少年期：大山颯大）

第6話「神棚の木片」
- 水沢成美（スポーツ記者） - 北川弘美
- 市村俊哉（居酒屋「満月」店主） - 近藤公園
- 市村瞬（俊哉の弟） - 伊藤祐輝
- 井上（所轄刑事） - 松田ジロウ
- 望月洋二（役者） - 木下ほうか
- 柊龍蔵（落語家・勇太の祖父） - 沼田爆
- 森川勇太（目撃者） - 小林翼
- 新田輝夫（大家） - 田村勝彦
- 関口（満月の常連客） - 野添義弘

第7話「すべて他人のもの」
- 坂上郁美（希代江の娘） - 前田亜季
- 坂上希代江（啓輔の妻） - 根岸季衣
- 高村（所轄刑事） - 菅原大吉
- 坂上啓輔（行方不明者） - 河西健司
- 大友優樹菜（勝利の内縁の妻） - 舟木幸
- 鴻上猛（龍神会の構成員） - 中倉健太郎
- 辻本勝利（麻薬の売人） - 芹沢礼多
- 山岸達夫（啓輔の元同僚） - おかやまはじめ
- 青木（亀戸警察署刑事課 刑事） - 浜田道彦
- 吉永（覚せい剤の売人） - 石田尚巳

第8話「つぶれた指輪」
- 鈴木容子（達彦の元妻） - 星野真里
- 水嶋達彦 - 長谷川朝晴
- 尾崎克夫（達彦の友人） - 福井博章
- 池辺静江（弁護士・容子の上司） - 大塚良重
- 沼田昭典（達彦の同僚） - 二反田雅澄
- 岩井理恵子（達彦の友人） - 吉本菜穂子
- 江上伸治（達彦の友人） - 草野康太
- 長谷川隆（月島東警察署刑事課） - 国枝量平

第9話「空のマッチ箱」
- 笹本智子（写真家） - 馬渕英俚可
- 桐原俊一（美大教授殺人事件重要参考人） - 笠原秀幸
- 大橋正樹（直子の夫） - 高嶋寛
- 神崎徹（刑事） - 大鷹明良
- 藤岡嘉一（明成美術大学写真学科 教授・智子の恩師） - 岸田真弥
- 上野英明（刑事） - 蒲田哲
- 福岡渉（刑事） - 斉藤祐一
- 佐倉涼子（刑事） - 山下裕子
- 香川恭史（葛本工業 従業員） - 高橋克明
- 加藤典子（近隣住民） - 栗田桃子
- 大橋直子（近隣住民） - 李千鶴
- 大橋裕美（正樹と直子の娘） - 藤井杏奈

第10話「遺留品、紛失!!」、最終話「消えた遺留品」
- 斎田修（玉川南警察署 署長・山崎の元上司） - 長谷川初範
- 田代（玉川南警察署刑事課 刑事） - 春田純一
- 山崎悟（芳江の連れ子） - 橋爪遼
- 江藤美佐（隆義と杏子の娘・江藤奈津子と同居） - 金澤美穂
- 江藤隆義（江藤奈津子の兄・元弁護士・18年前死亡） - かなやす慶行
- 山崎善行（留置管理係 巡査長） - 鶴田忍（第10話のみ）
- 山崎芳江（山崎の妻） - 前沢保美（第10話のみ）
- 安川真一 - 白石朋也（第10話のみ）
- 佐々木（建設作業員） - 犬山ヴィーノ（第10話のみ）
- 高見杏子（隆義の元婚約者・故人） - 岩橋道子（第10話のみ）
- 大田進（寿司屋・執行猶予中の青年） - 千代将太（第10話のみ）
- 斎田登代子（修の母親） - 佐々木すみ江（最終話のみ）
- 横手裕太（良雄の息子） - 澁谷武尊（最終話のみ）
- 横手良雄（犬の元訓練士） - 清水明彦（最終話のみ）

#### 第2シーズン（2012年）
第1話「水上封鎖!! 運河に女性警察官の死体!? 遺留品にこだわる風変わりな刑事が帰ってきた!! 返本された哲学書と破れた柔道着の最期のメッセージ!!」
- 町田正義（警視庁刑事部捜査第一課 警部） - 吉田栄作
- 佐川保（加賀見享にメモを渡す釣り帰りの男・タクシー運転手） - 深水三章
- 加賀見恵（警視庁月島中央警察署交通課 職員・加賀見享の娘） - 黒川芽以
- 内藤（佐川の釣り仲間） - 針原滋
- 窪田修平（佐川の釣り仲間・タクシー運転手） - 松原正隆
- 木村圭介（警視庁両国警察署駒川交番 巡査・5年前殉職） - 辻本祐樹（5歳：須田琉雅）
- 塚本（警視庁両国警察署地域課 課長） - 谷川昭一朗
- 長峰葵（警視庁両国警察署地域課 巡査・圭介と同期） - 柊瑠美
- 風間竜也（村野印刷製本 元従業員・木村圭介巡査殺害で少年刑務所に入っていた） - 川村亮介
- 大野美咲（ガールズバー 店員） - 荒井ひとみ
- 大野裕二（美咲の夫・無職） - 栗原功平
- 市村麻子（裕二の浮気相手） - 中島愛里
- 前田（美咲の担当美容師） - 中園健太
- 村野妙子（廃業した村野印刷製本 元経営者） - つかもと景子
- 木村亮子（圭介の母親・故人） - 水木薫
- 坂井（ホームレス） - 堀本能礼
- 中嶋（もんじゃ焼き店 店主・盗まれた水上バイクの持ち主） - エド山口
- 水田辰子（警察寮「誠和寮」寮母） - 小柳友貴美
- 西村（刑事） - 由地慶伍
- 倉田（刑事） - 粟野史浩
- 秋野（刑事） - 岸波佑太朗
- 吉田（巡査） - 草川祐馬

第2話「15センチ×10センチの青い布人気ランナー謎の死」
- 青柳大介（大江戸製鋼陸上競技部 監督） - 高橋和也
- 松山一郎（祐介のチームメイト） - 中村倫也
- 岸田祐介〈28〉（大江戸製鋼陸上競技部 駅伝選手・営業部 社員・人気アイドルグループ Say Show Now Gone! 元メンバー） - 水上剣星（少年期：福崎那由他）
- 立石理沙（大江戸製鋼 社長秘書） - 小野真弓
- 三島武（祐介のチームメイト・エース駅伝選手） - 反田孝幸
- 鎌田光男（祐介のチームメイト・営業部 社員） - 足立理
- 沖田渉（大江戸製鋼 社長） - 森下哲夫
- 富田（共映撮影所 事務所社長） - 本間剛
- 永井拓郎（祐介の命の恩人・故人） - 松林慎司
- 永井圭子（拓郎の後妻） - 赤間麻里子
- 岸田紀行（祐介の弟） - 小林竜樹
- 美智子（大江戸製鋼 社員） - 瀬尾智美
- 亜希（大江戸製鋼 社員） - 久下恵美

第3話「船で運ばれた死体!? 音の違うカスタネットの秘密!!」
- 藤本愛（池田美沙子フラメンコ教室 休会中のダンサー・第14回日本フラメンココンクール2012 準優勝・キャバ嬢） - 原田佳奈（幼少期：浜野希莉）
- 池田美沙子（池田美沙子フラメンコ教室 指導者） - 久世星佳
- 谷口信也（有名フラメンコダンサー 振付家・谷口信也フラメンコ舞踊団 主催者） - 湯江健幸
- 望月菜々（愛の親友） - はねゆり
- 城戸さやか（谷口信也フラメンコ舞踊団 団員・第14回日本フラメンココンクール2012 優勝者） - 花影アリス
- 事務員（池田美沙子フラメンコ教室 事務員） - 小川曜子
- 船会社社員 - 植松洋
- スペイン料理店 店長 - 金重陽平
- クラブ店長 - 片山淳平
- 藤本信江（愛の母親・小料理屋 女将） - 藤真利子

第4話「セミが告げる殺人!! ミサンガに込められた夢の秘密!?」
- 平田洋子（由香里の隣人・通信販売の受注オペレーター） - 高橋かおり
- 須川祐介（東京アルコン所属 人気サッカー選手） - 合田雅吏
- 須川かすみ（祐介の妻） - 上原さくら
- 白鳥由香里〈36〉（料理研究家） - 三輪ひとみ
- 管理人（由香里が住むマンションの管理人） - 掛田誠
- 白鳥信子（由香里の母親） - 服部妙子
- 三上君江（白鳥由香里キッチンスタジオ スタッフ） - 山本郁子
- 益田（建築デザイナー） - 丸山優子
- 新虎幸明

第5話「フクロウが見た!? 復讐の銃弾が刑事を狙う!!」
- 長瀬紗英（製薬会社 研究員・長瀬清文の妹） - 原田夏希
- 河田裕一（工場経営者・永井に殺された女子高生の父） - 伊藤洋三郎
- 井上良平（ペットショップ「PET FOREST」従業員） - 尾上寛之
- 野元淳也（製薬会社 研究員・紗英の婚約者・聴覚障害者） - 加藤裕
- 沢木（犯罪被害者遺族支援団体「凉ぎの会」代表） - 重松収
- 山崎あゆみ（和夫の妻・12年前の強盗殺人事件被害者） - 大村美樹
- 永井修平（女子高生レイプ殺人で少年刑務所を出ている） - 岡田優
- ペットショップ「PET FOREST」店長 - 真山章志
- 山崎和夫（山崎学習塾 経営者） - 徳井優

第6話「天才外科医の遺したもんじゃのハガシ!!」
- 松下友美（孝介の妻・深山の高校の同級生） - 伊藤裕子（高校時代：木下綾菜）
- 深山隼（東都大学病院 心臓外科医） - 東根作寿英（高校時代：中田晴大）
- 松下孝介（松下孝介法律事務所 弁護士） - 今井朋彦
- 中尾亨（月島中尾工務店 職人） - 川野直輝
- 里中健二（デザイン事務所・深山の高校の同級生） - 大橋てつじ
- 向井繁（東都大学病院 心臓外科医） - 小林高鹿
- 佐々木律子（小平クリニック 看護師） - 田川可奈美

第7話「衝撃スクープが盗まれた!! 天才が捨てたボールペン!?」
- 中村賢二（昔相田とコンビを組んでいたピン芸人） - マギー
- 相田徹（社会派フリーライター・頭部を強く打って死亡・元芸人の卵） - 加藤虎ノ介
- 寺崎慎也（相田と仲が良かったフリーライター） - 堀部圭亮
- 遠藤（中村の冠番組のプロデューサー） - 久ヶ沢徹
- 堀田タクミ（テレビ番組「イカキン」審査員） - 剛州
- 永沢未紗（大麻疑惑で記者会見する女優） - 朝倉えりか
- 河島公彦（河島法務大臣 子息・大手広告代理店 広通アドバタイジング 社員） - 藤間宇宙
- 峯岸亮介（宇田川町のカフェ店員） - 石川伸一郎
- 吉岡学（週刊時世 編集長） - 小島康志
- 柏木りお（中村の冠番組のアシスタント） - 久保田直子
- 辰野（AD） - 石川雄亮

最終話「屋形船が乗っ取られた!! 母を殺した江戸切子グラス」
- 鈴木洋介（屋形船 乗客・自称フリーター・角紅物産 元社員） - 平田満
- 長崎雄彦（晴海陶器生産技術部） - 瀬川亮
- 中野真理（水沢響子の友人の妹・佐久間裕司の見合い相手・証券会社社員） - 安藤玉恵
- 西田紀子（2週間前 自宅アパートで自殺・晴海陶器営業部 社員） - 春木みさよ（幼少期：大庭愛未 / 少女期：原舞歌）
- 野元（渋谷北警察署 刑事） - 永倉大輔
- 立花裕一（晴海陶器商品企画部） - 石田圭祐
- 五十嵐（晴海陶器営業主任） - 宮本大誠
- 小野寺総（小野寺硝子工房 江戸切子職人） - 戸井田稔
- ニュースキャスター - 奈良崎まどか
- 屋形船 乗務員 - 万里紗
- カルチャーセンター担当員 - 田中登志哉
- 望月敏也（角紅物産 社員） - 山本修
- 紀子の叔母（居酒屋経営） - 富沢亜古
- 岡本幸子（紀子の友人） - 片渕忍
- 安本康太（西田硝子工芸所 江戸切子職人） - 遠山雄
- 小野寺総の息子（小野寺硝子工房 江戸切子職人） - 飛弾信也
- 西田英也（紀子の養父・江戸切子西田硝子工芸所 経営者 江戸切子職人） - 笹野高史

#### 第3シーズン（2013年）
第1話「ハーモニカ」
- 遠野麻理子（女優） - 若村麻由美（少女期：茂内麻結）
- 永井涼子（遠野の付き人） - 高岡早紀（S3第2話）
- 相馬悟郎（フリージャーナリスト） - 小市慢太郎
- 玉木敏夫（共映 専務） - 山下規介
- 内山亮宏（山梨 撮影官） - 佐川真勝
- 進藤（麻理子の母親） - 斉木りえ
- 進藤孝一（麻理子の父親） - 長谷川公彦
- 足立文博（監督） - 中原和宏
- 愛川みちる（女優） - 尾高杏奈
- 大森恵（みちるのチーフマネージャー） - 大家由祐子（S3第2話）
- 酒井修平（麻薬の売人） - 平田裕一郎
- 中山幸司（元映画監督） - 藤木孝

第2話「ルビーの指輪」
- 筧英雄（オフィスシーガル 社長） - 斎藤歩
- 長澤絵里（モデル） - 逢沢りな
- 貝沼孝一（貝沼編集プロダクション 経営者） - 大浦龍宇一
- 池田洋司（絵里の元恋人） - 吉原拓弥
- 長澤裕一（長澤総合病院 院長） - 加門良
- 北原麻美（モデル） - 気谷ゆみか
- 林愛子（ヘアメイク） - 川俣しのぶ

第3話「赤の香水」
- 橘千晶（悟志の婚約者） - 小林涼子
- 宗方慶一（栞の叔父） - 山田明郷
- 宗方栞（ホステス） - 松本若菜
- 汐見悟志（イツビシ商事 社員） - 和泉崇司
- 汐見徹三（悟志の祖父） - 勝部演之
- 宗方咲枝（栞の叔母） - 松浦佐知子
- 峯岡愛（生活安全課 婦警） - 中浜奈美子
- 菊池強（新宿中央警察署 刑事） - 中野剛
- 新庄彰俊（ホスト） - 安居剣一郎
- 汐見紀子（悟志の母） - 藤井佳代子

第4話「ふたつの茶杯」
- 安西和也（フリースクール教師） - 黄川田将也
- 安西俊明（青葉女子高等学校 数学教師） - 北見敏之
- 大橋香菜（青葉女子高等学校 生徒） - 荒井萌
- 雨宮怜子（千年茶館 オーナー） - 森脇英理子
- 久保栄司（帝国出版教育出版部 契約社員） - 少路勇介
- 大橋良一（香菜の父） - 山中敦史
- 吉岡（財務官僚） - 御船健

第5話「折れた絵筆」
- 九条美千代（画家） - 矢田亜希子（少女期：小西結子）
- 峰岸百合子（美千代のアシスタント） - 吉田羊（幼少期：須田琥珀 / 中学時代：箭内美羽）
- 城田貴（城田画廊 オーナー） - 堀内正美
- 長峰妙子（九条邸家政婦） - 山口美也子
- 九条美紀（美千代の母） - 姿晴香
- 北川雄一（ムクドリの家 所長） - 山崎大輔
- 九条宏明（美術評論家） - 累央
- 森下靖子（百合子の幼馴染） - 内田量子（少女期：稲垣鈴夏）
- 羽田祥子（宏明の恋人） - 立花彩野
- 九条実篤（画家） - 加島潤

第6話「スタンプカード」
- 結城美奈世（一弥の元恋人） - 浅見れいな
- 一場克斗（込山製作所 工員） - 佐藤祐基
- 結城駿（美奈世の息子） - 藤本哉汰
- 西岡毅（友那の婚約者） - RIKIYA
- 込山忠男（込山製作所 経営者） - モロ師岡
- 高梨一弥（高梨コーポレーション 副社長） - 滝直希
- 高梨徹弥（高梨コーポレーション 社長・一弥の父親） - 谷本一
- 竹下友那（エステティシャン） - 山本紗也加
- 高梨優香（一弥の妻） - 水谷妃里

第7話「老舗テーラーのシュシュ」
- 島崎真彦（未紗の夫） - 岡田浩暉
- 島崎未紗（クラブホステス） - 岩佐真悠子
- 山本和也（MEN'Sヤマモト 経営者） - 松田賢二
- 中川弘志（東京文科大学理工学部 准教授） - 奥田達士
- 仁科菜摘（子供服専門店店主） - 中島ひろ子
- 島崎幸男（テーラー島崎 店主） - 山本學
- 橘彩乃（クラブホステス） - 伊藤れいこ
- 小橋洋子（養護施設） - 梶野春菜

第8話「殺しのチケット」、最終話「最後の遺留品!! 森の中の真っ赤なドロップ」
- 三枝達也（特許庁特許審査官） - 鈴木浩介
- 長島弥生（和菓子屋パート社員） - 酒井美紀
- 大沢真（あおぞら学童保育所 職員） - 河相我聞（青年期：谷山毅〈最終話のみ〉）
- 長島明日香（達也と弥生の娘） - 石井萌々果
- 岡野太一（偽造クレジットの密売人） - 村田充
- 杉山里奈（浅井の同棲相手） - 竹中里美
- 工藤貴之（三枝の大学時代の後輩） - 森岡豊
- 西野始（講英社文芸局デジタルコンテンツ部 編集者） - 恩田括
- 浅井徹（ケータイ小説作家） - 伊勢谷能宣
- 長島剛志（世田谷東警察署駒沢北交番） - 中原丈雄
- 沙村由紀子（婦警通訳） - 梅舟惟永（第8話のみ）
- 清水（刑事） - 平家秀樹（第8話のみ）
- 高孫民（偽造クレジットの密売人） - テイ龍進（第8話のみ）

#### スペシャル1 - 4（2013年 - 2015年）
スペシャル1「緊急事態発生!! あの風変わりな刑事が病院立てこもりの人質に!? 少女の心臓手術のタイムリミットは24時間… 遺留品の“鳥のブローチ”が明かす意外な真犯人とは!?」（2013年）
- 森川雅彦（愛聖総合病院 院長） - 升毅
- 森川あずさ（森川の妻・凛の母親） - 山下容莉枝
- 嶋田夏美（愛聖総合病院 オペ看護師） - 佐藤康恵
- 河島裕也（愛聖総合病院立てこもり犯） - 飯田基祐
- 岡本秀典（愛聖総合病院立てこもり犯） - 山中聡
- 植村洋子（愛聖総合病院 看護師） - 森カンナ
- 横峯聡子（愛聖総合病院 看護師） - 滝沢涼子
- 松井健太（愛聖総合病院立てこもり犯） - 野仲イサオ
- 伊藤陽介（愛聖総合病院立てこもり犯） - 迫田孝也
- 高野照之（フリーカメラマン） - 夙川アトム
- 山崎始（東西銀行 役員・町村の部下） - 渡辺憲吉
- 堀口浩一（愛聖総合病院 元外科部長・健司の執刀医） - 阪田マサノブ
- 中野保（愛聖総合病院 警備主任） - 青山勝
- 内藤佳奈子（健司の母親） - 菜葉菜
- 長澤圭介（愛聖総合病院 心臓血管外科医・凛の執刀医） - 海東健
- 長尾（警視庁刑事） - 笠原紳司
- 村田（警視庁刑事） - 日向丈
- 森川凛（森川の娘・愛聖総合病院 入院患者） - 須田琥珀
- 中野絵美（中野の娘・拉致被害者） - 恒吉梨絵
- 大野智之（岡田製薬 MR） - 雑賀克郎
- 内藤健司（愛聖総合病院 入院患者・1年前に術中死） - 藤野大輝
- 羽住晴彦（愛聖総合病院 警備員） - 大高洋夫
- 町村貴史（東西銀行 頭取） - 清水章吾

スペシャル2「あの風変わりな刑事が帰ってきた!! 連続誘拐事件発生!! 犯人の要求は9125万円の身代金と事件の完全生中継!? "東京-長崎の寝台特急券"に3分の真実」（2014年）
- 村上優太（割烹料理人・小野田の息子） - 福士誠治（少年期：須田琉雅）
- 島田倫子（千葉中央テレビ 報道記者・島田の娘） - 黒川智花
- 岡部保（大用物産 取締役・千葉地方検察庁 元検事正） - 佐戸井けん太
- 森末敬一郎（東都大学 教授・千葉地方裁判所 元判事） - 原田大二郎
- 神崎亮（千葉県警察捜査第一課 管理官） - 神尾佑
- 松永伸一（千葉県警察捜査第一課 刑事） - 長谷川朝晴
- 長島和樹（千葉県警察捜査第一課 刑事） - 鳥羽潤
- 瀬戸尚紀（千葉県警察木更津西警察署刑事課 課長） - 二階堂智
- 立花徹（小野田の国選弁護人） - 浜田晃
- 野木八重子（強盗殺人事件の遺族） - 草村礼子
- 小野田和樹（紫舞山幼児誘拐殺人事件の加害者） - 山本龍二
- 井上正隆（彫刻家・三井の友人） - 市川勇
- 鷲頭巌（千葉県警察 本部長） - 大石吾朗
- 伊沢（東鶴舞駅 駅長） - 有福正志
- 三井早苗（紫舞山幼児誘拐殺人事件の遺族） - 佐藤直子
- 池山栄介（村上の知合い） - 山本剛史
- 戸倉哲夫（彫刻家・三井の友人） - 諏訪太朗
- 畠山依子（5年前に定年退職した東鶴舞駅の駅長の妻） - 渡辺杉枝
- 渡辺（割烹料理店店主） - 野添義弘
- 水田宏明（千葉県警察科学捜査研究所 研究員） - 中村彰男
- 三井伸一（彫刻家・紫舞山幼児誘拐殺人事件の遺族） - 大場泰正
- 鈴木牧子（東都大学 学生） - 船岡咲
- 三井明（紫舞山幼児誘拐殺人事件被害者） - 國分隆登
- 島田敦司（千葉県警察刑事部 部長） - 益岡徹

スペシャル3「あの風変わりな刑事が帰ってきた!! 連続バックドラフト殺人事件発生!! 疑惑の女社長と燃えた1億円…絶体絶命!! 猛火が刑事を襲う日月星の香炉に3分間の涙の真実」（2014年）
- 佐和田徹夫（警視庁捜査一課 刑事） - 内藤剛志
- 一条智徳（衆議院議員・元警察官僚） - 団時朗
- 榎戸亘（オーセンティック 副社長） - 井田國彦
- 永田大地（オーセンティック 専務・路子の息子） - 石垣佑磨
- 葛巻章一（バブスナック「ロード」経営者） - 駿河太郎
- 米山司（警視庁捜査一課 刑事） - 金子昇
- 金杉大輔（老人ホーム「ローズヴィレッジ」介護士） - 川口真五
- 佐東（危険ドラッグの売人） - 南優
- 西村一真（火災重体被害者） - 澤野和馬
- 里田梢恵（章一の愛人） - 水谷妃里
- 釜田（月の谷 店主） - 田口主将
- 玉置良久（警視庁 副総監） - 斉木しげる
- 高須（週刊芸能 編集長） - 田村泰二郎
- 田代（オーセンティック 警備員） - 春延朋也
- 植村（老人ホーム「ローズヴィレッジ」介護士） - 藤原希
- 膳場美加（籐子の娘・故人） - 中島妙子
- 膳場籐子（老人ホーム「ローズヴィレッジ」元入居者・故人） - 三谷侑未
- 永田路子（オーセンティック 社長） - 前田美波里
- 矢作徹二（老人ホーム「ローズヴィレッジ」入居者） - 竜雷太

スペシャル4「あの風変わりな刑事が帰ってきた!! ホテルパーティー誘拐事件!! 黒い人形と消えた大臣の孫!! 7年前に奪われた拳銃で再び殺人が!? 残り時間3分の涙!!」（2015年）
- 一ノ瀬誠（長峰家運転手） - 北村有起哉
- 長峰光太（泰造の孫） - 鈴木福（幼少期：松浦理仁）
- 佐伯理恵（泰造の秘書） - 菊池麻衣子
- 長峰典子（泰造の娘） - 小沢真珠
- 白河文雄（白河法律事務所 弁護士・泰造の元秘書） - 宮川一朗太
- 中西司（警視庁捜査一課 刑事） - 中野剛
- 新田洋（警視庁捜査一課 刑事） - 柴田明良
- 中嶋孝志（前科者） - 越智貴広
- 金森吾郎（金森金属 元社長・故人） - 内野智
- 矢野（純子の母） - 原扶貴子
- 岡田（警視庁警備部警備課 SP） - クラ
- 篠田佐知子（一ノ瀬の元彼女） - 珠子
- 長峰康介（光太の父・泰造の息子・故人） - 斉藤佑介
- 矢野純子（ヲタク少女） - 冨手麻妙
- 北野（闇金融社長） - 金重陽平
- 真鍋耕治（難病支援財団 職員） - 小川ガオ
- 篠田裕樹（一ノ瀬と佐知子の息子・故人） - 市川陽夏
- 長峰慶子（光太の母・康介の妻・故人） - 加納和可子
- 長峰泰造（国土交通大臣） - 石橋蓮司

#### 第4シーズン（2017年）
第1話「あの風変わりな刑事が帰ってきた!! 神戸港クルーズ船爆破事件!! 海上の密室に100人の人質!? 燃えかすの和紙が語る3分の涙!!」
- 黒沢恒之助（黒沢興産 創業者・短歌の会の先代会長・烏丸総合病院 入院患者） - 伊東四朗
- 長部麗子（民自党 衆議院議員・総理大臣候補） - 財前直見
- 早坂のぞみ（矢吹野学園高等学校 化学教師・早坂の娘） - 南沢奈央（幼少期：小野木聡美）
- 黒沢雄大（黒沢興産 社長・恒之助の息子） - 東根作寿英
- 早坂幹雄（民自党 衆議院議員・恒之助の友人・12年前 脳梗塞で死去） - 堀内正美
- 有村吾郎（遊覧船「ルミナス神戸2」従業員・本名「森野吾郎」） - 新納敏正
- 加藤康夫（ビリヤード店オーナー・黒沢興産 元役員） - 並樹史朗
- 足立文也（長部の秘書） - 金剛地武志
- 安藤（京都府警捜査一課3係 刑事） - 村上新悟
- 中村（黒沢興産 課長） - 国木田かっぱ
- 浜田康作（歌人・短歌の会の会長） - 諏訪太朗
- 森野君江（静香の母） - 磯西真喜
- 東田始（黒沢興産 元社員・加藤の元部下） - 稲田龍雄
- 山田達也（遊覧船「ルミナス神戸2」船員） - 大野洋史
- 吉村誠司（黒沢興産 元社員・加藤の元部下） - 三浦憲世
- 森野静香（早坂の元支援者・婦女強姦の被害者・12年前死亡） - 畦田ひとみ

第2話「殺人犯脱走！狙われた母子…奇妙な駒が語る天才将棋少年の謎」
- 西崎みちる（「光洋合繊加工」従業員で夜はスナック「カヨ」アルバイト・3か月前の放火殺人事件の目撃証人） - 酒井若菜
- 赤木一雄（「光洋合繊加工」元従業員・3か月前の放火殺人事件の容疑者） - 近藤公園（幼少期：藤原翼）
- 野村敦（京都府警捜査一課1係 刑事） - 井田國彦
- 西崎優太（みちるの息子） - 寺田心
- 南部修一（「光洋合繊加工」事務長） - 大河内浩
- 坂田治（エルノ電機営業部 社員・3か月前の放火殺人事件の目撃証人） - 山田アキラ
- 長津圭介（留置場で赤木と同房だった男・坂田の知り合い） - 本山力
- 吉村美鈴（エルノ電機 社員） - 大脇あかね
- 横森由紀（ベーカリーショップ「横森」経営者・3か月前の放火殺人事件の被害者「横森壮」と3年前再婚） - 美鈴響子
- 市原源蔵（洛東将棋クラブ 従業員） - 多賀勝一
- 赤木（赤木の父・故人） - 三角園直樹

第3話「爆破3分前!! 焦げたやじろべえに死んだ妻の秘密!?」
- 栗原篤志（ゼノリス社研究開発室 室長・梨田の大学時代の同期） - 平岳大
- 梨田智也（京都理科大学理学部 准教授・「都テレビ」の子供向け科学番組MC・愛称「ナッシー」） - 袴田吉彦
- 富田孝二郎（京都理科大学 名誉教授） - 下條アトム
- 栗原恵（篤志の妻・10か月前の西桂で起きた無差別爆破事件で死亡） - 陽月華
- 岡島由美（京都理科大学 契約事務員） - 内田慈
- 橋本美幸（喫茶店「バザール」のオーナー） - 松井紀美江
- 梶原和夫（喫茶店「バザール」の常連客・せつの夫） - 内山森彦
- 梶原せつ（喫茶店「バザール」の常連客・認知症） - 雪代敬子
- 田村まりえ（梨田の交際相手の一人） - 吉澤智美
- 清原朋美（梨田の交際相手の一人） - 福嶋千明

第4話「ちぎれたネックレスに謎!? 母の嘘を信じた男!!」
- 竹原総二郎（竹原通商 会長・京都財界の有力者） - 団時朗
- 竹原佳代子（竹原の妻） - 立石涼子
- 石橋啓介（窃盗の前科6犯・2週間前 京都中央刑務所を出所） - 辻本祐樹（7歳：山本悠央）
- 石橋リン（啓介の母・金田の内縁の妻・2週間前 腎臓疾患で死去） - 安藤玉恵
- 内海（弁護士） - 小久保丈二
- 佐谷（35年前 金田を逮捕した刑事） - 白井滋郎
- 佐伯良治（啓介の知人） - 生島勇輝
- 井上春香（啓介の知人） - 岡村いずみ
- 岡島（銃声を聞いて竹原家に駆けつけた警察官） - 吉野智貴
- 宮田昌子（看護師） - 高野由味子
- 金田久雄（啓介の父・居酒屋「とみ恵」元店主・35年前の強盗殺人犯で逮捕の2年後に獄死） - 加藤重樹
- 坂巻（関西経済通信社 社員） - 山根誠示

第5話「鬼と呼ばれた女の涙 20億の森に眠る秘密」
- 東條志津子（東條エステート 社長） - 多岐川裕美
- 東條達也（陶森窯 職人・東條と志津子の息子） - 山中崇（少年期：松本和真）
- 小澤康夫（清水焼工房「陶森窯」主人） - 河西健司
- 東條一馬（陶芸家・志津子の夫・20年前に家族を捨てて出ていく） - 伊庭剛
- 岩田直人（東條エステート 営業チーフ） - 伊東孝明
- 牧野美穂（東條エステート 社員） - 吉谷彩子
- 鳴沢（京都湯浅「楽只苑」店主） - 窪田弘和
- 吉井晴子（志津子の秘書） - 中村彩実

第6話「夫殺しに疑惑の妻!? 汚れた離婚届に10年の涙!!」
- 西岡真由美（西岡の妻） - 国生さゆり
- 西岡良平（南伏見警察署会計課 職員） - 岩松了（若き日：田村将之）
- 仁科寛子（クリニカルアート仁科 講師・南伏見警察署会計課 元職員） - 森脇英理子
- 塩崎洋次（南伏見警察署 刑事） - 中西良太
- 奥村達哉（京都府警 警備部長） - 久松信美
- 大島隆史（南伏見警察署 元鑑識官） - 峰蘭太郎
- 矢口健一（真由美の兄） - 奥深山新
- 大島章雄（大島の息子） - 杉森大祐
- 杉山沙知（10年前の女子大生殺人事件被害者） - 森山くるみ

第7話「身代金1億と消えた万年筆!? かすれた文字に父子5年間の涙!!」
- 小沼修一（小沼メンタルクリニック 心療内科医） - 大和田獏
- 尾上雅彦（5年前に失踪した作家） - 小林隆
- 小沼尊（小沼の息子） - 桜田通（幼少期：渡辺圭悟）
- 野崎宏太（朱雀出版 社長） - 湯江タケユキ
- 志田塔子（朱雀出版 編集者） - 大谷みつほ
- 千田さつき（尾上の元妻） - 渡辺梓
- 木田沙織（小沼家の家政婦） - 朱花
- 千田美波（尾上とさつきの娘） - 曽和瑠布子（幼少期：松本結菜）

第8話「折れたヒールを履いた悪魔!? 汚れた靴に悪女の秘密」
- 柴田亜弓（エストレーモ 社長） - 小沢真珠（幼少期：福村美桜）
- 川嶋由希（エストレーモ 社員） - 大野いと
- 三好圭一（コスモディスプレイ 社員） - 渋江譲二
- 有原茂（インソール 靴屋 有原 店長） - 清水章吾
- 森島直人（ライバル会社の元社長） - 伊藤正之
- 矢沢絵里（エストレーモ 元社員） - 西村亜矢子
- 原川（神崎莉緒の元彼氏） - 藤井宏之
- 南雲健二（3カ月前の連続通り魔事件の犯人） - 増田広司

最終話「糸村最後の3分間!! 祝儀泥棒の母が集めた涙のレシート!?」
- 坂口真代（6年前御祝儀泥棒として逮捕歴） - かとうかず子
- 海老名史香（真代の娘） - 大路恵美
- 海老名光輝（史香の夫） - 浜田学
- 石井望美（「きらきらクリーニング石井」常務取締役） - 岡まゆみ
- 畑山潤二（貸衣装スタッフ・カメラマン） - 若杉宏二
- 吉岡奈々（新婦・神崎莉緒の高校の友達・市議会議長の娘） - たかはしあいこ
- 海老名泉（史香と光揮の娘） - 椎平瑠月

#### 第5シーズン（2018年）
第1話「あの風変わりな刑事が帰ってくる!! 5億円の仏像を巡る連続殺人疑惑の住職VS謎の鑑定士!? 断崖絶壁のカラビナに3分間の涙！」
- 大野泰生（円刻寺 住職・ゆかりの父） - 平泉成
- 大野ゆかり（遺品整理会社「ディアメモリー」遺品整理人・涼子の大学の同級生） - 松下由樹（少女期：中川江奈）
- 早水圭介（文化財Gメン・国立美術館 元学芸員） - 中村俊介（少年期：堀田絆吏）
- 長津涼子（文化財Gメン） - 遊井亮子
- 三河大輔（文化庁局長・涼子の上司） - 三浦浩一
- 霧島征一（霧島電子 社長） - 六角慎司
- 鵜飼慎司（詐欺師） - 長江英和
- 野上裕子（泰生の義理の妹・ゆかりの叔母） - 麻生絵里子
- 友澤一樹（消防隊員） - 西村匡生
- 赤松百合（京洛ホテルグループ 営業企画部広報担当・ゆかりと涼子の友人） - 和田瑠子
- 川久保秀樹（遺品整理会社「ディアメモリー」社員・ゆかりの上司） - 谷川昭一朗
- 荒井孝蔵（仏像専門の仏師・孤独死） - 田井克幸
- 益子徹（仏具店店員） - 川鶴晃裕
- 野依久美（ケーキショップ「ル･シュクリエ」店員） - 奥田ワレタ
- 石井（民芸店店員） - 窪田弘和
- 篠原（山岳会メンバー） - 山本辰彦
- 高砂（京舞銀行 行員） - 植栗芳樹
- 西田（文化庁職員） - 國藤剛志
- 有村翔太（遺品整理会社「ディアメモリー」社員） - 中川晴樹

第2話「紅い風鈴〜25年間騙され続けたサギ師」
- 山田一郎（イベント会社「TNad企画」社長） - 村田雄浩
- 若名友子（TOMOチョコレート工房 ショコラティエール） - 谷村美月（幼少期：田中つばさ）
- 江藤日登美（山田の部下） - 菅井玲
- 鈴木昌人（山田の部下） - 畠山U輔
- 武山淳之介（ケントニス法律事務所 弁護士・チョコレート店「アラン・ヌーボー・シエル」顧問弁護士） - 本間剛
- 加賀谷敦（ショコラトリー加賀谷 店主・山田の顧客） - 佐渡山順久
- 児玉護（高砂デパート 社員・山田の元部下） - 下元佳好
- 豊川直彦（TNad企画 元社長・介護施設の入居者） - 福本清三
- 林洋子（介護スタッフ・山田の元同僚） - 大林菜穂子
- 若名幸子（友子の母・8年前病死） - 松島紫代

第3話「赤目のカブト虫〜父になれなかった男!?」
- 戸川次郎（スマホ向けゲーム制作会社「BESCREATE」社長） - 高橋光臣（小学生：河原田俊斗）
- 野口明（人材派遣会社「桑原コーポレーション」元社員） - 黄川田将也（小学生：土橋由弦）
- 小島千鶴（野口の元恋人） - 乙葉
- 三田尚弥（三田尚弥税理士事務所 税理士・野口の大学時代からの友人） - 瀧川英次
- 徳山博（桑原コーポレーション 社員・野口の直属の上司） - 津村和幸
- 桑原達也（桑原コーポレーション 社長・1か月前死亡） - 増田修一朗
- 西本（駄菓子にしもと 店主） - 五頭岳夫
- 大竹香澄（桑原コーポレーション 社員） - 岩瀬晶子
- 青山仁（大阪国税局 職員） - 田畑利治
- 鈴木（京都府警捜査一課 刑事） - 鈴木康平
- 小島美晴（野口と千鶴の娘・鴨川総合病院 急性白血病の入院患者） - 牧芽依奈

第4話「経営コンサルタント殺害…その凶器には、4年前に死んだ男の指紋が!?」
- 河原真里（河原ビューティーデンタルクリニック 院長） - 中山忍
- 志倉啓介（しくら自動車 元社長・偽名「橋本」） - 有薗芳記
- 加藤明義（京藤コンサルティング 社長） - 松澤一之
- 志倉さなみ（志倉と寛子の娘・バツイチ） - 森矢カンナ
- 志倉寛子（志倉の妻・4年前 経営難に陥った加藤に融資） - 舟木幸
- 米原大志（京藤コンサルティング 社員・加藤の部下） - 木内義一
- 川谷信彦（自動車整備工場経営） - 岡大介
- 志倉優（さなみの息子・ひめはな保育園 園児） - 松浦優樹

第5話「花嫁の父の殺人告白、捨てた形見の秘密!?」
- 山野辺達仁（美術監督） - 小野武彦
- 北澤涼音（ビストロ「エピス ボヌール」店長） - 西原亜希
- 井波幸俊（アトリエ井波 衣装デザイナー） - 斉藤陽一郎
- 里中浩平（井波のチーフアシスタント） - 一條俊
- 清川勝（美術スタッフ） - 濱口秀二
- 外山ハルミ（衣装スタッフ） - まつむら眞弓
- 吉原重雄（吉原刃物店 店主） - 平岡秀幸
- 三好真由（ビストロ「エピス ボヌール」店員） - 安田愛里
- 山野辺佑美（山野辺の娘・5年前事故死） - 桐生みほ

第6話「5億円遺産争い!! お取り寄せの石と疑惑の鬼嫁の正体」
- 鴻上紀香（雑貨店「AFRICAN FRIENDS」店主・靖之の妻・美沙子の義娘） - 櫻井淳子
- 鴻上美沙子（利之の妻） - 銀粉蝶
- 香取夏江（ダンススタジオ「フラッシュ」講師・美沙子の妹） - 久世星佳
- 鴻上利勝（利之の弟・美沙子の義弟） - モト冬樹
- 石倉杏里（石倉の妻） - 松本まりか
- 香取清（カメリアリフォーム 社長・美沙子の甥） - 石田佳央
- 石倉和輝（和食処「かず松」店主） - 内藤邦秋
- 牧野邦子（美沙子のコーラスの会の仲間） - 湖条千秋
- 森田雅代（美沙子のゴルフレッスンの仲間） - こばやしあきこ
- 鴻上靖之（利之と美沙子の息子・5年前アフリカで強盗に襲われ死亡） - 谷口知輝
- 鴻上利之（鴻上家の当主・10年前病死） - 笹木俊志

第7話「幻の金メダル〜空のお守り袋に母の秘密」
- 宇多田里美（貴史の母） - 藤真利子
- 花村友梨（スポーツクラブ「ボディエリート」社長） - 黒田福美
- 宇多田貴史（ボディエリート所属の水泳選手） - 崎本大海（幼少期：川井耀晴）
- 田嶋藍（ボディエリートのスイミングマネージャー） - 町田マリー
- 横山保（ボディエリートの水泳コーチ） - 森岡豊
- 黒瀬慶介（ボディエリート所属の水泳選手） - 中山義紘
- 小林弥生（古門産婦人科病院 元看護師） - 朝井千景
- 花村翔一（友梨の息子・10年前事故死） - 本郷颯

第8話「歌う空き缶!? 消えた夏休みの宿題と過去からの殺人者」
- 大西章（聖メラニア医科大学病院 ライソゾーム病の専門医・久世の息子で大西は母方の名字） - 深水元基（9歳：浅海翼）
- 八木正則（元暴力団構成員） - 不破万作
- 松野雄司（松野と初江の息子・凛久の実父） - 玉置玲央（5歳：木村亜有夢）
- 久世凉一（元電気工事士・30年前失踪） - 入江崇史
- 藤崎真哉（凛久の養父） - 上田弘治
- 藤崎祐見子（凛久の母・2年前に雄司と離婚し真哉と再婚） - 中村友香
- 松野克（弁護士・30年前死亡） - 青山勝紀
- 松野初江（松野の妻・30年前死亡） - 小牧芽美
- 藤崎凛久（聖メラニア医科大学病院 小児病患者） - 中須翔真

最終話「糸村、最後の事件!! 特対VS1000億の発明を狙う爆弾犯！カラフルな魚の鱗に美人科学者の秘密…二重三重の罠で糸村ついに殉職!?」
- 酒井裕子（京都中央大学農学部応用生物科学科 准教授・バイオサイエンス研究の第一人者） - 観月ありさ（少女期：井上うた）
- 高橋尚也（近江博物館 飼育係・酒井裕子の実弟） - 三浦涼介（幼少期：高垣眞清）
- 小山剛（冨樫一規の秘書） - 水橋研二
- 酒井愛子（酒井裕子の娘） - 山口まゆ
- 和久井昌平（京都中央大学農学部 学部長・裕子の上司） - 小松和重
- 冨樫一規（ヘスティアフーズ 社長・冨樫由規の息子） - 尾崎右宗
- 石原太一（フリージャーナリスト） - 小林健
- 海老沢久美（ヘスティアフーズ 会長） - あめくみちこ
- 冨樫由規（農林水産大臣） - 大和田伸也
- 青山亘（京都府警松原西警察署 刑事・高橋尚也の知人） - 森下じんせい
- 中村晴夫（近江博物館 従業員・高橋尚也の上司） - 浅田祐二
- 高橋（裕子と尚也の父方の叔父・16年前刺殺 尚也を虐待していた卑劣漢） - 加藤重樹
- 小野まどか（和久井の秘書） - 畦田ひとみ
- 織田信之（近江博物館 飼育係） - 大岩主弥

#### スペシャル5 - 10（2018年 - 2020年）
スペシャル5「糸村vs天狗vs天才ハッカー!? 謎の修験道者が殺害された。遺留品の鳥の羽から、糸村は天狗伝説が生きる山村に辿り着くが、そこでさらなる悲劇が!!難事件の衝撃の真相とは…!?」（2018年11月11日）
- 杉田義明（京都学院大学民俗学 准教授） - えなりかずき
- 久保田道明（つぐは村 村長） - 麿赤兒
- 市瀬しずか（仮想通貨”レイアコイン”を扱う「レイアバンク」社長） - 山本未來
- 青山隆一（修験者の「道慶」上人・本名：羽生田正樹） - 林泰文（7歳：木下景翔 / 14歳：石田大和）
- 原口康夫（道慶上人の本拠地〈寺のようなもの〉の代表） - やべきょうすけ
- 久保田ツカ（道明の妻） - 山口果林
- 二宮敏郎（民自党 衆議院議員） - 青山勝
- 北条昇（ホワイトハッカー） - 牧田哲也
- 井口（つぐは村 村民） - 花王おさむ
- タエ（つぐは村 村民） - 田根楽子
- キヌ（つぐは村 村民） - 池田道枝
- 森（つぐは村 村民） - 小松健悦
- 塚田（つぐは村 村民） - 藤沢徹衛
- 佐々木（チンピラ・青山の昔の知り合い） - ドヰタイジ
- りさこ（スナックのママ・青山の昔の知り合い） - 西村頼子
- 黒田（日本画家） - 廣田行生
- 大久保（レイアバンク 社員） - 一双麻希
- 榎戸千尋（絵本作家・青山隆一の小学校時代の同級生） - 今藤洋子
- 早川（滝行ツアーの添乗員） - 坪田秀雄
- 熊田（滝行ツアーの参加者） - 空田浩志
- 佐川英雄（隣村の駐在巡査） - 北口ユースケ
- 松田つぐは（正樹の娘） - 森口幸音
- 羽生田茂（正樹の父・1985年焼死） - 石田龍昇
- 羽生田紀子（正樹の母・1980年病死） - 潮田由香里

スペシャル6「あの風変わりな刑事が再び！オーケストラ連続殺人…疑惑の天才指揮者とダイヤモンド強盗の謎！折り鶴が明かす涙の真相とは…!? そして糸村が指揮者に!?」（2019年2月24日）
- 姫野剛志（姫野剛志管弦楽団の指揮者・桧山亘の幼馴染） - 村上淳
- 小野寺悠人（グローブ倉庫 社員） - 藤本隆宏
- 深山絵里香（姫野剛志管弦楽団のバイオリニスト） - 中村ゆりか（幼少期：武儀山彩）
- 笹森愛子（ソリスト） - 遠山景織子
- 梅沢由紀江（姫野のマネージャー） - 宮本真希
- 比良木誠（宝石店「八角堂」社長） - 大鶴義丹
- 馬場彰一（音坂の秘書） - 工藤俊作
- 棟方透（東山フィルハーモニーの元指揮者） - 佐川満男
- 深山平助（喫茶店「カランド」店主・絵里香の祖父で宏海の父） - 藤田宗久
- 古城光浩（グローブ倉庫 社員・小野寺の上司） - や乃えいじ
- 深山宏海（絵里香の母・故人） - 飯尾久香
- 神谷（老人ホーム「光寿の丘」従業員） - 浅田祐二
- 小橋（折り紙教室の先生） - 朝井千景
- 城田美和（会場スタッフ） - たかはしあいこ
- 秦（印刷会社の責任者） - 林哲夫
- 音坂史紀（グローブ倉庫の親会社 グローブ貿易 会長・全日本クラシック連盟理事） - 西岡德馬

スペシャル7「不思議キャラ刑事・糸村聡が令和初の『遺留捜査』で、昭和48年にタイムスリップ!?」（2019年10月3日）
- 牧村桃子（経営コンサルタント） - 美村里江（幼少期：小山紗愛 / 9歳：高松咲希）
- 梶田正彦（梶田重工 社長） - 団時朗（中学生：新谷デイビッド）
- 杉本宮路（桃子の母） - 原日出子（14歳：小林真琴）
- 梶田修（梶田重工 専務・正彦の次男） - 前川泰之
- 梶田一（梶田重工 副社長・正彦の長男） - 蟹江一平
- 近藤敏男（梶田重工 副社長秘書） - 遠山俊也
- 下元和弘（梶田重工 専務秘書） - 加藤虎ノ介
- 瀬田和夫（京都日報 記者） - 比留間由哲
- 牧村花（桃子の娘） - 住田萌乃

スペシャル8「1週目は南野陽子がゲスト！遺留品の“コロッケ”から“宇宙”へと広がる物語!?」（2019年11月24日）
- 名波清香（京都帷子高等学校 35期生・ななみトラベル 社長） - 南野陽子（高校生：新実芹菜）
- 新田千栄子（京都帷子高等学校 35期生・華道「清雁流」次期家元） - 田中美奈子（高校生：井上うた）
- 八十嶋真理（京都帷子高等学校 35期生・敏和の妻） - 濱田マリ（高校生：原芽生）
- 千葉尚也（京都帷子高等学校 35期生・便利屋☆ちば 代表） - マギー（高校生：荒木琢都）
- 八十嶋敏和（京都帷子高等学校 35期生・八十嶋敏和法律事務所 弁護士） - 橋本さとし（高校生：松大航也）
- 青池広務（カフェ「アリエスあおいけ」店主） - 矢柴俊博
- 青池亮子（広務の妻・旧姓「高野」・先月癌で死去） - 中原果南（高校生：若柳琴子）
- 福本貞夫（高雄天文台 研究員） - 姜暢雄（8歳：浅海翼）
- 福本多恵（貞夫の母） - 森畑結美子
- 柴原仁（ななみトラベル 社員） - 鈴木千尋
- 北野伸介（ベイクハウスキタノ 店主） - 竹下眞
- 北野恵（ベイクハウスキタノ 店員・伸介の娘） - 高田里穂
- 下島直子（漁港の従業員） - 渋谷めぐみ
- 三井加代（漁港の従業員） - 桐生みほ
- 大森春奈（30年前に死亡した高校3年生） - 松岡花佳

スペシャル9「2週目は、古ぼけた鍵が糸村を導く!?“兄貴的存在感”の宇梶剛士を上川も信頼！」（2019年12月1日）
- 石神一志（京都府警宮津中央警察署 刑事・神崎莉緒の元先輩） - 宇梶剛士（4歳：石垣仁 / 青年時代：コールマン開）
- 水島俊樹（小料理「毎回庵」店主・傷害の前科者） - 石丸謙二郎（8歳：栗田倫太郎 / 青年時代：鍋島星亜）
- 音羽律子（宮津市議会議員・信彦の娘） - 真飛聖
- 小川舞子（水島の交際相手・音羽信彦の元秘書） - 酒井美紀
- 青柳譲（音羽信彦の秘書） - 相島一之
- 大里英治（環境保護団体「京都ランドセーバー」代表） - 小松利昌
- 萩原瑛一（外資系総合商社「デクシーズ日本支部」副代表） - 萬雅之
- 吉澤保（浦島仏具店 店長・水島の幼馴染） - 八十田勇一（青年時代：福島快利）
- 音羽信彦（元民自党代議士・元経済産業大臣） - 白井滋郎
- 音羽貴志（信彦の息子で秘書・律子の弟・5年前殺害） - 内藤邦秋
- 溝口明日香（祇園のクラブのホステス・5年前殺害） - 松井りな
- 倉田（冒頭の逃走犯） - 青山勝紀
- 舟橋（京都府警宮津中央警察署 刑事） - 吉野智貴
- 伊藤直樹（京都ランドセーバーの元顧問弁護士） - 阪東浩考
- 尾崎和哉（小料理「毎回庵」アルバイト店員） - 梅林亮太
- 小渕（浦島仏具店 店員） - 土佐和成
- 小宮（花屋） - 西沢仁太
- 上野万理（祇園のクラブのママ） - まつむら眞弓
- 江口薫（祇園のクラブのホステス） - 西村亜矢子
- 山田裕美（ボランティア団体「再チャレンジバンク」就労支援員・京都府警伏見警察署生活安全課 元婦警） - 一木美貴子
- 溝口佳奈恵（明日香の母・殺人前科者・明日香が16歳の時病死） - 畦田ひとみ
- 水島（俊樹の父・元教師） - 山田浩司
- 石神（一志の母・元中学校教師） - 七海薫子

スペシャル10「風変わり刑事・糸村が、スーパードクター銃殺の謎に挑む!暴かれる名医のウラの顔と人気No.1病院の闇…京野菜のナスが語る、涙の真相とは!?」（2020年8月9日）
- 今平卓（曽根崎脳神経外科病院 脳神経外科医・ゴッドハンドと呼ばれている） - 長谷川初範
- 中間望美（お茶屋「孝」の地方〈じかた〉芸妓） - 武田梨奈（3歳：伴心菜 / 7歳：河井蘭）
- 山上孝江（お茶屋「孝」女将・曽根崎脳神経外科病院 患者） - 梅沢昌代
- 曽根崎光成（曽根崎脳神経外科病院 院長） - 春海四方
- 浅田元樹（曽根崎脳神経外科病院 医師・TEAM今平のメンバー） - 竹財輝之助
- 木戸凪子（お菓子工房NAGIの講師・本名：水戸なぎさ） - 河井青葉
- 今平志摩子（医療ジャーナリスト・卓の娘） - 松永渚
- 軽部健司（曽根崎脳神経外科病院 医師・TEAM今平のメンバー） - 石田剛太
- 谷勝利（曽根崎脳神経外科病院 元医師） - 板倉チヒロ
- 藤千夜（お茶屋「孝」芸妓） - 七海薫子
- 脇坂正也（元救急隊員） - 諏訪雅
- 中間絵美（望美の母・23年前突然死） - 菅井玲
- 田沼広大（乗馬牧場の園長） - 竹下眞
- 石川康代（曽根崎脳神経外科病院 看護師） - 八田麻住
- 高原祐子（中間絵美の遠縁） - 田所草子

#### 第6シーズン（2021年）
第1話「あの風変わりな刑事が帰ってきた!! 資産家殺人3億円名画の相続バトル!! 糸村の絵が暴く親子の涙の秘密!?」
- 奥田彩月（深谷家の家政婦） - 中山忍
- 須藤温香（深谷画廊 従業員） - 山谷花純
- 深谷成章（深谷グループ 会長・関西財界の重鎮） - 山田明郷
- 深谷美幸（成章の妻） - 福井裕子
- 深谷佳菜子（成章と美幸の長女・フィットネスクラブ経営者） - 山田キヌヲ
- 深谷尚一（成章と美幸の長男・京谷デパート 社長） - 草野イニ
- 深谷俊介（成章と美幸の次男・深谷画廊 経営者） - 永野宗典
- 落合エリ（メトロポリタン美術館の元キュレーター・本名：神田エリ） - 西村亜矢子
- 中森サキ（司郎の妻） - 朝井千景（若き日：田中亜実）
- 市原仁（経営コンサルタント・佳菜子の恋人） - 佐渡山順久
- 美川依子（深谷家の家政婦） - 吉川依吹
- 宗像剛（美術家・中森司郎の元弟子） - 平岡秀幸
- 諸積健吾（京都地方検察庁 検事） - 中川浩三
- 駒野敬子（京都洛南刑務所 刑務官） - 辻葉子
- 中森司郎（名画「黄昏」の作者・故人） - 川添公二
- 伊坂（深谷グループ顧問弁護士） - 大島守人
- 綾瀬央（更生保護施設「なずなの丘」スタッフ） - 下元佳好

第2話「パペットは見た!? 秘められた涙の真相」
- 野澤ひかり（鞍馬酒造 社長） - 阿部純子
- 姫野美那子（外食産業「京和ダイニング」営業企画部チーフ） - 加藤貴子
- 肥後平助（鞍馬酒造 ベテラン杜氏） - 中西良太
- 諏訪剛志（平助の弟子） - 兵頭功海
- 中村尚（鞍馬酒造 社員） - 浅田祐二
- 尾崎孝一（京和ダイニング 社員） - 関秀人
- 丹羽雄介（米屋） - 吉田輝生
- 富樫雄大（西ノ京メンタルクリニック 医師） - 野田晋市
- 岩永裕太郎（居酒屋「京いわなが」店主・姫野美那子の元夫） - 松木賢三
- 岩永純（裕太郎と姫野美那子の息子・12年前事故死） - 栗田倫太郎
- 石井妙子（京和ダイニング 社員・キッチン工房担当） - 大脇あかね
- 天草桐子（人形作家） - 園英子
- 野澤耕介（鞍馬酒造 先代社長・ひかりの父・2年前病死） - 井之上淳
- 迫田（酒屋） - 空田浩志

第3話「ボロボロの紙きれが語り出す切ない真実とは!?」
- 前園由紀（京都府警烏丸警察署地域課 元警察官・慶介の妹・フォトスタジオ高峰 勤務） - 黒川智花
- 前園慶介（前園造園 社長・佐倉路花の高校時代の友人・10年前死亡） - 東根作寿英
- 高峰英作（カメラマン・フォトスタジオ高峰 代表） - 湯江タケユキ
- 柊登夢（モデル） - 綱啓永
- 寺川充（前園造園 元従業員・傷害致死の前科者） - 中村凜太郎
- 足立信子（リサイクルショップ「堀川なんでも」店主） - まつむら眞弓
- 足立篠絵（リサイクル工作教室の講師・信子の息子の嫁） - 島居香奈
- 加藤恭一（暴力団 京都如月組 幹部） - 長南洸生

第4話「死を呼ぶ三角関係!? 疑惑のネイリスト "幸運のマドラー"が叶えた最後の奇跡とは!?」
- 川端葉子（バー「縁」雇われママ・偽名：中松里香子・22年前の内藤伸二殺害事件の指名手配犯） - 朝海ひかる
- 小川深春（ネイルサロン「ヴェルフロース」店主） - 工藤遥（5歳：朝日湖子）
- 梶木邦昭（バー「縁」オーナー） - 小林勝也
- 内藤和代（伸二の母・弁当屋 パート） - 白川和子
- 前田勝弘（バー「縁」常連客・経営コンサルタント） - 中村優一
- 鈴木美枝（小鹿乳児院 院長） - 鈴川法子
- 井野（バー「縁」常連客・八百屋「京の野菜処 叶屋」） - 伊能努
- 秋野瑠衣（エステサロン「ルリアンビジュー」店長） - 中村友香
- 内藤伸二（料亭の板前・22年前殺害される） - 山本峻也

第5話「コース連続爆破!? 狙われたマラソン大会!! 組紐に込められた犯行動機とは!?」
- 倉持碧（俊の妻・元アナウンサー・2年前に病気で失明・旧姓：須藤） - 霧島れいか
- 稲葉祐介（21年前に強盗致死で服役し3年前に仮釈放・小料理屋「東山 大にし」従業員） - 長谷川朝晴
- 倉持俊（ホテル王・京都名所マラソンの主催者・別名：京都のトランプ） - 冨家規政
- 笠原春奈（ガイドヘルパー・碧の介助者） - 尾碕真花
- 倉持智也（碧と俊の息子） - 大八木凱斗
- 大西周平（小料理屋「東山 大にし」店主・稲葉の高校の野球部の先輩） - 柴田善行
- 中島美奈子（21年前に稲葉に殺害された女子大生） - 祷キララ

第6話「パーツに隠された暗号の真相とは!!」
- 新庄リュウ（有名サックス奏者・ジャズバンド「エルトバ」メンバー） - 葛山信吾
- 満島拓斗（新庄の付き人・サックス奏者） - 小野塚勇人（幼少期：野本豪英）
- 棚橋詠美（エルトバ メンバー・ピアノ奏者・リュウの元恋人） - 小橋めぐみ
- 阿久津誠二（阿久津楽器 店主・エルトバ 元メンバー） - 吉田ウーロン太
- 井上洋二（音楽プロデューサー） - 藤重政孝
- 荒木昇平（エルトバ メンバー・ベース奏者） - 生津徹
- 関口香澄（満島の幼馴染） - 村崎真彩（幼少期：福村美桜）
- 高坂茂（エルトバ メンバー・ドラム奏者） - 山口圭一
- 伊津子（生花店アルバイト） - 山城立桜

第7話「石ころが守った!? 衝撃の秘密とは!?」
- 掛川春人（住所不定フリーター） - 濱田龍臣（幼少期：原蒼大）
- 末永節子（春人の人生の師匠・前科者） - 根岸季衣
- 金子仁（暴力団構成員・実は京都府警本部 特別潜入捜査官・本名：宮田修） - 本宮泰風
- 久保田英二（キャバレーの元店長・実は組対の情報屋） - 増田修一朗
- 橋田靖彦（京都府警組織犯罪対策課 刑事） - 岸田タツヤ
- 三田村時蔵（暴力団 黒瀧組 組長） - 入江毅
- 林（京都府警組織犯罪対策課 刑事） - 浜田隆広
- 水島（京都府警組織犯罪対策課 刑事） - 増田広司
- 風間亮（黒瀧組 組員） - F.ジャパン
- マサル（アポ電強盗） - 竹田和哲
- 掛川（春人の母・5年前病死） - 武田訓佳
- 重越（強盗被害にあいかけた老人） - 星野美恵子

第8話「ヒット映画の黒い過去⁉ お手玉が暴く女優の秘密」
- 大峰恵（大ヒット映画「剣戟炎武」主演女優） - 高梨臨
- 西沢紗香（大阪共侑大学 4年生） - 大幡しえり（幼少期：河井蘭）
- 水木俊彦（映画「剣戟炎武」監督） - 阪田マサノブ
- 大峰洋子（大峰恵の個人事務所 社長・恵の母） - 大家由祐子
- 浜岡実枝（大峰恵のマネージャー） - 久下恵美
- 若井太志（プロデューサー） - 小堀正博
- 三井久留美（紗香の友人） - 平山咲彩
- 森本直己（録音助手・12年前毒殺） - 梅林亮太
- 麻衣子（持道具係） - 飯島順子
- 福田（撮影スタッフ） - 笠松祐介
- 泊（照明部） - 木村康志

第9話「美女と遺体と⁉ 山小屋の奇妙な一夜! 殺意を秘めたキャンドルの謎」
- 並木優香（旅館の仲居・瀬川彰の恋人） - 野村麻純
- 吉井貴子（喫茶店「カフェ リッジ」オーナー） - 青山倫子
- 瀬川彰（輸入食品販売「フーズロード」社員・橋部亮介と美和子の息子） - 橋本淳
- 石川保（京都府警山科北警察署 刑事） - 野添義弘
- 吉井寿樹（フーズロード 社長・橋部亮介の大学の後輩・貴子の夫） - 中山祐一朗
- 結城達郎（アロマショップ社長） - 安達健太郎（少年期：三谷麟太郎）
- 杉山明彦（加害者家族の支援団体「星あかりの会」スタッフ） - 岡田地平
- 橋部亮介（少年鑑別所の法務教官・瀬川彰の父・15年前コンビニ強盗犯に刺殺される） - 奥井隆一
- 橋部美和子（亮介の妻・瀬川彰の母・亮介の死後 自殺） - 松島紫代
- 篠原玲子（エステサロン店長・結城達郎の姉） - 中村彩実

最終話「糸村vs偽りの名探偵! 200年前の骨の謎」
- 西野伸太郎（西野探偵事務所 所長・家出人探し専門の探偵） - 片桐仁（少年期：浅海翼）
- 大山国広（西野伸太郎に娘の捜索を頼んだ依頼人・考古学教授） - モロ師岡
- 大山容子（国広の妻） - 山下容莉枝
- 福井真衣（常之の妻・3ヶ月前家出） - 小松彩夏
- 大山環奈（国広と容子の養女） - 佐竹桃華（小学生：木村湖音）
- 丹波哲左（陶芸家） - や乃えいじ
- 西野きみ子（伸太郎の母・故人） - 岩瀬晶子
- 福井常之（西野伸太郎に家出した妻の捜索を頼んだ依頼人・会社員） - えのもとぐりむ
- 白江夏希（床屋「理容 シラエ」店員・伸太郎の元恋人） - 福田ユミ
- 相沢文雄（テレビ局のドキュメンタリー番組プロデューサー） - 岡嶋秀昭
- 松島栄（西野伸太郎に家出した娘の捜索を頼んだ依頼人） - あきやまりこ
- 西野奈美絵（きみ子の再婚相手の連れ子・伸太郎の血の繋がらない姉・15年前死亡・死亡時の名前：里崎奈美絵） - 井上うた
- 館林加代（福井真衣の中学時代の同級生） - 森山くるみ

#### 第7シーズン（2022年）
第1話「風変わり刑事再び!! 嵐の中に消えた男〜鳴らない笛の真実!?」
- 星野菜美（防災ベンチャー企業「京都レスキューサービス」〈通称：KRS〉副社長・神崎の高校時代の同級生） - 佐津川愛美（第2話、幼少期：矢野詩〈第2話のみ〉）
- 吉原弘樹（京都レスキューサービス 社長・元レスキュー隊員） - 阿部亮平（第2話）
- 五条慶太（避難者・大学生） - 押田岳
- 大場和也（京都レスキューサービス チーフ） - 松本享恭（第2話）
- 須藤恵（京都レスキューサービス 営業部長） - 八代みなせ（第2話）
- 三好彰（壮日保障 代表） - 松木賢三（第2話）
- 五条孝雄（レスキュー隊員・吉原弘樹の先輩・10年前殉職・慶太の父） - 蔵原健
- 本庄勇治（避難所から追い出された避難者） - 咲田雄作
- 尾形（レスキュー隊員・吉原弘樹の元同僚） - 柴田善行
- 中村哲（避難所の管理人） - 岡大介
- 星野一男（菜美の父・フリーライター・本名：小野寺修） - 中原丈雄（第2話）

第2話「父にすり替わった男 苦いキャラメルが語る30年間の嘘!!」
- 戸郷慎之介（有名な小説家） - 下條アトム
- 森木勇平（星野一男の古い友人） - 国木田かっぱ
- 菅沼賢一（児童養護施設「心風園」職員） - 関秀人
- 西山裕己（ファクトニュース 編集長） - 板倉チヒロ
- 大越保（大越わさび農園 経営者・芽衣の兄） - 満腹満
- 三井圭介（星野一男の担当編集者） - 三角園直樹
- 大越芽衣（大越お菓子教室 講師） - 小松杏
- 小野寺亜由美（小野寺修の妻・31年前病死） - 松島紫代
- 星野一男（菜美の本当の父親） - 北村友希

第3話「双子殺人の謎!? 最強おまけカードが変えた!?兄弟の逆転運命」
- 山下駆（清掃会社勤務・清掃員） - 入江甚儀（小学生：中須翔真）
- 井野脇透（井野脇出版 副社長・駆の双子の弟） - 入江甚儀（小学生：中須翔真）
- 野島友彦（駆と透の実父・窃盗の常習犯） - 住田隆
- 井野脇治和（井野脇出版 社長・透の養父） - 曽我廼家八十吉
- 井野脇哲明（井野脇出版 社員・治和の弟） - 平野貴大
- 岡部真矢子（透の見合い相手・京都中央大学理事長の孫） - 若草

第4話「人気体操コーチの死！合格祈願の鉛筆に涙の傷⁉」
- 富池琴音（呉服屋の女将・シングルマザー） - 前田亜季
- 川井公一（ひだまり体操教室のインストラクター） - 堀井新太
- 富池徳男（呉服屋の店主・琴音と瑞穂の父） - 坂西良太
- 若田部恵子（ひだまり体操教室の経営者） - 阿南敦子
- 寺島慎吾（ひだまり体操教室のインストラクター） - 古見時夢
- 富池瑞穂（琴音の妹・7年前にストーカーに刺殺される） - 笠間優里
- 富池万理華（小学生・琴音の娘） - 小山紗愛

第5話「容疑者・村木繁!!消えた高級スーツの男!?妻が隠した恋の謎」
- 若尾峻（フリマアプリ「ヌボル」現社長） - 石黒英雄
- 平中智樹（ヌボル 創業者・シンガポール在住） - 田中俊介
- 若尾恵美香（峻の妻・学生時代 平中の家庭教師の生徒・貿易会社「ライザーホールディングス」社長令嬢） - 小宮有紗
- 植木翔吾（ヌボル創業時からの社員） - 青柳尊哉
- 権田（平中がヌボルへの出資を頼みに行った RISER 社長） - 峰蘭太郎
- 加藤（平中のバックパッカー時代の知り合い） - 行澤孝
- 木口和哉（ヌボル 元社員） - 中村凜太郎

第6話「資産家夫人の孤独〜娘が残すレシピの謎!?絹スカーフの殺意!!」
- 磯貝早苗（有料老人ホーム「プレザンコミューン洛西」入居者） - 藤真利子
- 内藤明日香（プレザンコミューン洛西 職員・ケーキ屋「パティスリーD」元パティシエ） - 高田里穂
- 松谷大樹（パティスリーD 元オーナー） - 唐橋充
- 弓長健一郎（磯貝早苗の弟） - ミスターちん
- 前田良和（プレザンコミューン洛西 職員） - お宮の松
- 磯貝美希（パティスリーD パティシエ・磯貝早苗の娘・2年前死亡） - 大出菜々子
- 大森隼人（内藤明日香の恋人） - 小堀正博
- 柏木順子（喫茶「さわらび」元店主） - 朝井千景

第7話「若き建築士の禁断過去！爪切りに涙のメッセージ」
- 杉崎涼介（京華建設 社員・「白河台児童自立支援センター」の設計を担当する建築士・旧姓：今井） - 一ノ瀬颯
- 山本仁（トラック運転手・少年時代に無免許運転で細野紗弥香を死亡させている） - 荒井敦史
- 細野香織（茂雄の妻） - 舟木幸
- 矢島修造（支援センター建設反対派副会長・大企業の役員） - 広島光
- 黒沢辰夫（京華建設 社員・支援センター建設の責任者） - いわすとおる
- 高橋洋平（剣道教室の先生） - 北川裕介
- 細野紗弥香（茂雄と香織の娘・12年前に交通事故で死去） - 田中心彩
- ミスター中野（エクササイズコーチ） - 中野ひろゆき
- 喫茶店マスター（細野茂雄が通っていた喫茶店のマスター） - 浅田祐二
- 細野茂雄（四条細野不動産 経営者・支援センター建設反対派会長） - 渡辺裕之

第8話「天才ボクサーの挫折…〈糸〉が変えた運命!?」
- 宮平瞬（焼き鳥屋 従業員・7年前の事件で手を負傷した元ボクサー） - 玉城裕規
- 楠見武（個人配達業） - 徳井優
- 嶋野駿夫（7年前の強盗事件被害者） - 児玉頼信
- 大沢隆（司法書士・本名：三浦一平） - 佐渡山順久
- 柴崎奈々美（酒屋 店主） - 尾本祐菜
- 嶋野良子（駿夫の妻・7年前の強盗事件に巻き込まれ死亡） - 鈴川法子
- 宮平瞬の母 - 泉知奈津

第9話「最終章! 金のチェーンが繋ぐ涙と殺意」
- 物部泰弘（物部総合病院 院長） - 高橋英樹（最終話）
- 岩瀬隆介（警備会社「京都ガードサービス」警備員・元警察官） - 津田寛治（最終話）
- 氷室翔太（京都府警刑事部組織犯罪対策第二課 巡査部長） - 崎山つばさ（最終話）
- 葉月 / 小畠鈴乃（芸妓への“衿替え”を間近に控えた舞妓） - 森日菜美（最終話）
- 江本みどり（舞妓 葉月を預かる置屋の女将） - 日髙のり子
- 神代修馬（京都府警刑事部組織犯罪対策第二課 課長） - 浜田学（最終話）
- 沢村直哉（大学生・5年前の通り魔事件の犯人・事件半年後 焼死体で発見される） - 渋谷謙人（最終話）
- 諸橋葵（氷室が過去に逮捕した特殊詐欺犯） - 水沢エレナ（最終話）
- 小畠妙子（鈴乃の母・5年前の通り魔事件で沢村直哉に殺害される） - 藤田瞳子
- 鵜飼（限定品懐中時計の購入者・喫茶店マスター） - 多賀勝一
- 下田春樹（懐中時計と鎖を岩瀬に売った古物商） - 平岡秀幸
- 大盛（京都ガードサービス 警備員） - 野田晋市
- 比嘉直人（土竜からインサイダー情報を買った特殊詐欺犯） - 佐々木誠
- 柚葉 / 柳紗千子（葉月と同じ置屋の芸妓） - 中村友香
- 香奈（物部総合病院 入院患者） - 村上蘭

最終話「最終回! 糸村、最後のメッセージ」
- 三窪保（元外務大臣・次期総裁選出馬候補・物部泰弘と旧知の仲） - 大石吾朗
- 物部遥（医師・泰弘の娘・5年前にブルネジアで病死） - しまずい香奈
- 椎名麻実（外務省関西分室職員） - 寒川綾奈
- 芝浦文雄（亀岡東病院 外科部長・沢村直哉の解剖を担当） - 中川浩三
- 風間由里（医師・物部遥の学生時代の友人） - 笠原千尋
- 菅（ホームレス） - 本山力
- 吾妻今日子（以前亀岡東病院で働いていた掃除婦） - 大林菜穂子
- 仁科（沢村直哉の学生時代の友人） - 竹田和哲

#### スペシャル11 -（2023年 -）
スペシャル11「蒼き島が呼ぶ連続殺人…色が変わるガラス玉に眠る、涙の秘密」（2023年9月21日）
- 坂上千尋（エステートプロジェクト 社員） - 横山めぐみ（9歳：岡祈里）
- 相良波琉（克典と千尋の娘） - 小西桜子（3歳：仲ひかり / 6歳：岡祈里）
- 今野麻友（和樹の妻・慎之介の娘） - 岩井堂聖子
- 阿波野健作（岡山県警蒼海警察署刑事課 刑事） - 小越勇輝
- 風見爽子（蒼海荘 従業員・克典の幼馴染） - 田村たがめ
- 今野和樹（山科興産 社員・特殊詐欺の前科者） - 小堀正博
- 茂木達也（岡山県警蒼海警察署刑事課 刑事） - 国木田かっぱ
- 望月東矢（エステートプロジェクト 社員） - 中川浩三
- 宮地俊晴（山科興産 社長） - 松木賢三
- 赤星聡介（エステートプロジェクト 社員） - 小林虎之介
- 伊勢弘義（ガラス工房体験教室 店主） - 山浦徹
- 風見太一（陶芸家・爽子の父） - 谷口高史
- 坂上信枝（千尋の母） - 朝井千景
- 金井晋作（東條クレスト 社長・故人） - 木内義一
- 石破和子（エステートプロジェクト 社員） - 中村彩実
- 星野（蒼海島の農家） - 吉田輝生
- 永田恵子（老人介護施設のスタッフ） - 田中沙依
- 桂木慎之介（蒼海島の地主） - 小野武彦
- 相良克典（さがらガラス工房 店主・千尋の元夫） - 甲本雅裕（二役）

## 用語
※ストーリー内にたびたび登場する施設・会社・組織・部署などを記す。
京都府警捜査一課特別捜査対策室
京都府警捜査一課内に設置された部署で、S4以降の糸村の所属部署でもある。略称「特対」。別名「火消し」。捜査一課で手に負えない特殊事件を担当する。

## スタッフ
- 脚本 - 尾西兼一（S1 - S2）、坂田義和（S1）、徳永富彦（S1 / S5）、田中孝治（S2 - S3）、福島治子（S2）、大石哲也（S2 - SP2 / SP4 - S5 / SP6 / SP9 / S6 - S7 / SP11）、池上純哉（S1 / S3 / SP3）、伊藤洋子（S1 / SP4）、森下直（S4 - S5 / SP5 / SP7 / S6）、山岡潤平（S4 - S7）、山本むつみ（S4）、真部千晶（S4 - S5 / SP8 / SP10 / S6 - S7）、青木江梨花（S5）、長谷川徹（S5）、たかひろや（S6 - S7）、森山あけみ（S6）、川﨑龍太（S7）、小島聡一郎（S7）
- 音楽 - 吉川清之
- 監督 - 猪崎宣昭、麻生学（S1）、長谷川康、伊藤寿浩（S2）、七高剛、高橋浩（S3）、兼崎涼介（S4 - ）、濱龍也（S4 - ）、匂坂力祥（S4 - S5 / S7）、宗野賢一（S7）、柏木宏紀（S7）
- プロット協力 - 武井彩（S1第6話）、金子香緒里（S5第3話）、吉原れい（S6第8話）
- ゼネラルプロデューサー - 松本基弘（テレビ朝日 / S1）、三輪祐見子[注 14]（テレビ朝日）
- チーフプロデューサー - 佐藤凉一[注 15]（テレビ朝日 / S2 - ）
- プロデューサー
  - テレビ朝日 - 藤崎絵三（S4 - ）、残間理央（S7 - ）
  - 東映 - 横塚孝弘（S1 - S2）、丸山真哉、和佐野健一（S3 - SP4）、大西文二（SP6 - SP10）、谷中寿成（S6 - ）
- 制作 - テレビ朝日、東映

## 主題歌
- S1 - MISIA「記憶」[341]（アリオラジャパン）
- S2 - 山下達郎「愛を教えて」[341]（ワーナーミュージック・ジャパン）
- S3 - SP4 - 小田和正「やさしい風が吹いたら」[342]（アリオラジャパン）
- S4 - 小田和正「小さな風景」[343] （アリオラジャパン）
- S5 - 小田和正「やさしい風が吹いたら」/「小さな風景」（アリオラジャパン）
- SP5・SP7・SP9・SP10・SP11 - 小田和正「やさしい風が吹いたら」
- SP6・SP8 - 小田和正「小さな風景」
- S6 - 小田和正「風を待って」[344] ※ 自身初の配信限定シングル
- S7 - 小田和正「やさしい風が吹いたら」/「小さな風景」/「風を待って」[345]

## 放送日程

### 第1シーズン
- 放送期間：2011年4月13日 - 6月22日[346]
- 放送回数：全11回
- 放送時間：毎週水曜21:00 - 21:54（JST）

| 放送回                                                                       | 放送日  | サブタイトル             | 脚本     | 監督     | 視聴率 |
| ---------------------------------------------------------------------------- | ------- | ------------------------ | -------- | -------- | ------ |
| 1                                                                            | 4月13日 | 玩具のピアノと乱れた足音 | 尾西兼一 | 猪崎宣昭 | 17.0%  |
| 2                                                                            | 4月20日 | 母子手帳と裂けたおみくじ | 伊藤洋子 | 猪崎宣昭 | 14.0%  |
| 3                                                                            | 4月27日 | 12402歩                  | 池上純哉 | 麻生学   | 15.8%  |
| 4                                                                            | 5月04日 | 紅い石                   | 尾西兼一 | 麻生学   | 10.8%  |
| 5                                                                            | 5月11日 | 書きかけのカード         | 尾西兼一 | 長谷川康 | 14.7%  |
| 6                                                                            | 5月18日 | 神棚の木片               | 伊藤洋子 | 長谷川康 | 13.2%  |
| 7                                                                            | 5月25日 | すべて他人のもの         | 池上純哉 | 猪崎宣昭 | 13.2%  |
| 8                                                                            | 6月01日 | つぶれた指輪             | 坂田義和 | 猪崎宣昭 | 14.3%  |
| 9                                                                            | 6月08日 | 空のマッチ箱             | 徳永富彦 | 麻生学   | 14.8%  |
| 10                                                                           | 6月15日 | 遺留品、紛失!!           | 尾西兼一 | 麻生学   | 14.5%  |
| 11                                                                           | 6月22日 | 消えた遺留品             | 尾西兼一 | 猪崎宣昭 | 14.7%  |
| 平均視聴率 14.3%（視聴率はビデオリサーチ調べ、関東地区・世帯・リアルタイム） |         |                          |          |          |        |

### 第2シーズン
- 放送期間：2012年7月12日 - 9月6日
- 放送回数：全8回（第1話のみ、2時間枠（20:00 - 21:48）でのスペシャル版として放送）
- 放送時間：毎週木曜21:00 - 21:54（JST）[347]
  - 前シーズンとは異なり、「木曜ドラマ」枠にて放送された。
- 2012年7月19日は、『第141回全英オープンゴルフ第1日』中継のため休止。
- 同シーズンでは、遅れネット局の福井放送（日本テレビ系列とのクロスネット局）でも本番組の直後に『警視庁捜査一課9係 season7』が放送されたため、土曜21時台と22時台に水曜21時台の刑事ドラマ枠に関連した作品が、2本連続で放送される格好となった[注 16]

| 放送回                                                                       | 放送日  | サブタイトル | 脚本     | 監督     | 視聴率 |
| ---------------------------------------------------------------------------- | ------- | --- | -------- | -------- | ------ |
| 1                                                                            | 7月12日 | 水上封鎖!! 運河に女性警察官の死体!? 遺留品にこだわる風変わりな刑事が帰ってきた!! 返本された哲学書と破れた柔道着の最期のメッセージ!! | 大石哲也 | 猪崎宣昭 | 13.3%  |
| 2                                                                            | 7月26日 | 15センチ×10センチの青い布人気ランナー謎の死                                                                                         | 大石哲也 | 長谷川康 | 13.7%  |
| 3                                                                            | 8月02日 | 船で運ばれた死体!? 音の違うカスタネットの秘密!!                                                                                     | 福島治子 | 長谷川康 | 11.6%  |
| 4                                                                            | 8月09日 | セミが告げる殺人!! ミサンガに込められた夢の秘密!?                                                                                   | 尾西兼一 | 猪崎宣昭 | 10.1%  |
| 5                                                                            | 8月16日 | フクロウが見た!? 復讐の銃弾が刑事を狙う!!                                                                                           | 大石哲也 | 猪崎宣昭 | 12.9%  |
| 6                                                                            | 8月23日 | 天才外科医の遺したもんじゃのハガシ!!                                                                                                | 大石哲也 | 伊藤寿浩 | 12.7%  |
| 7                                                                            | 8月30日 | 衝撃スクープが盗まれた!! 天才が捨てたボールペン!?                                                                                   | 田中孝治 | 伊藤寿浩 | 12.1%  |
| 8                                                                            | 9月06日 | 屋形船が乗っ取られた!! 母を殺した江戸切子グラス                                                                                     | 大石哲也 | 猪崎宣昭 | 13.1%  |
| 平均視聴率 12.5%（視聴率はビデオリサーチ調べ、関東地区・世帯・リアルタイム） |         | |          |          |        |

### 第3シーズン
- 放送期間：2013年4月17日 - 6月12日
- 放送回数：全9回
- 放送時間：毎週水曜21:00 - 21:54（JST）
  - 第1シーズン以来となる、水曜21時台での放送となった[342][49]。

| 放送回                                                                       | 放送日  | サブタイトル                            | 脚本     | 監督     | 視聴率 |
| ---------------------------------------------------------------------------- | ------- | --------------------------------------- | -------- | -------- | ------ |
| 1                                                                            | 4月17日 | ハーモニカ                              | 大石哲也 | 長谷川康 | 14.6%  |
| 2                                                                            | 4月24日 | ルビーの指輪                            | 大石哲也 | 長谷川康 | 09.8%  |
| 3                                                                            | 5月01日 | 赤の香水                                | 池上純哉 | 七高剛   | 10.8%  |
| 4                                                                            | 5月08日 | ふたつの茶杯                            | 大石哲也 | 七高剛   | 10.4%  |
| 5                                                                            | 5月15日 | 折れた絵筆                              | 大石哲也 | 長谷川康 | 12.8%  |
| 6                                                                            | 5月22日 | スタンプカード                          | 池上純哉 | 長谷川康 | 11.0%  |
| 7                                                                            | 5月29日 | 老舗テーラーのシュシュ                  | 田中孝治 | 高橋浩   | 10.6%  |
| 8                                                                            | 6月05日 | 殺しのチケット                          | 大石哲也 | 七高剛   | 10.0%  |
| 9                                                                            | 6月12日 | 最後の遺留品!! 森の中の真っ赤なドロップ | 大石哲也 | 七高剛   | 13.3%  |
| 平均視聴率 11.5%（視聴率はビデオリサーチ調べ、関東地区・世帯・リアルタイム） |         |                                         |          |          |        |

### スペシャル1 - 4
土曜日に放送された第2弾を除き、いずれも日曜エンタ枠での放送であるが、放送時間は全作とも21:00 - 23:10（JST）で共通している他、直前の20:58 - 21:00（JST）には「今夜のドラマスペシャル」も併せて放送されている。
| 放送回 | 放送日         | サブタイトル | 脚本              | 演出     |
| ------ | -------------- | --- | ----------------- | -------- |
| 1      | 2013年11月10日 | 緊急事態発生!!あの風変わりな刑事が病院立てこもりの人質に!? 少女の心臓手術のタイムリミットは24時間… 遺留品の“鳥のブローチ”が明かす意外な真犯人とは!?  | 大石哲也          | 長谷川康 |
| 2      | 2014年08月09日 | あの風変わりな刑事が帰ってきた!!連続誘拐事件発生!! 犯人の要求は9125万円の身代金と事件の完全生中継!? "東京-長崎の寝台特急券"に3分の真実               | 大石哲也          | 七高剛   |
| 3      | 10月19日       | あの風変わりな刑事が帰ってきた!! 連続バックドラフト殺人事件発生!! 疑惑の女社長と燃えた1億円…絶体絶命!! 猛火が刑事を襲う日月星の香炉に3分間の涙の真実 | 池上純哉          | 長谷川康 |
| 4      | 2015年05月17日 | あの風変わりな刑事が帰ってきた!!ホテルパーティー誘拐事件!! 黒い人形と消えた大臣の孫!! 7年前に奪われた拳銃で再び殺人が!? 残り時間3分の涙!!            | 大石哲也 伊藤洋子 | 長谷川康 |

### 第4シーズン
- 放送期間：2017年7月13日 - 9月14日
- 放送回数：全9回（第1話のみ2時間枠（20:00 - 21:48）でのスペシャル版として放送[355]）
- 放送時間：毎週木曜20:00 - 20:54（JST）
  - 連続ドラマとしては2年ぶりとなる同シーズンより、放送枠を「木曜ミステリー」枠へと変更[356]。それに伴って物語の舞台も前述の通り、東京から京都へと移された[355]。
- 番組キャッチコピーは「あの男が帰ってくる。舞台は京都へ。新チーム始動」。
- 8月31日はロシアワールドカップアジア地区最終予選「日本×オーストラリア」中継のため休止。

| 放送回                                                                       | 放送日  | サブタイトル | 脚本       | 監督     | 視聴率 |
| ---------------------------------------------------------------------------- | ------- | --- | ---------- | -------- | ------ |
| 1                                                                            | 7月13日 | あの風変わりな刑事が帰ってきた!! 神戸港クルーズ船爆破事件!! 海上の密室に100人の人質!? 燃えかすの和紙が語る3分の涙!! | 大石哲也   | 兼崎涼介 | 13.1%  |
| 2                                                                            | 7月20日 | 殺人犯脱走！狙われた母子…奇妙な駒が語る天才将棋少年の謎                                                             | 大石哲也   | 長谷川康 | 08.8%  |
| 3                                                                            | 7月27日 | 爆破3分前!! 焦げたやじろべえに死んだ妻の秘密!?                                                                      | 森下直     | 長谷川康 | 10.9%  |
| 4                                                                            | 8月03日 | ちぎれたネックレスに謎!? 母の嘘を信じた男!!                                                                         | 森下直     | 濱龍也   | 10.8%  |
| 5                                                                            | 8月10日 | 鬼と呼ばれた女の涙 20億の森に眠る秘密                                                                               | 大石哲也   | 匂坂力祥 | 10.1%  |
| 6                                                                            | 8月17日 | 夫殺しに疑惑の妻!? 汚れた離婚届に10年の涙!!                                                                         | 大石哲也   | 長谷川康 | 10.8%  |
| 7                                                                            | 8月24日 | 身代金1億と消えた万年筆!? かすれた文字に父子5年間の涙!!                                                             | 山岡潤平   | 濱龍也   | 10.3%  |
| 8                                                                            | 9月07日 | 折れたヒールを履いた悪魔!? 汚れた靴に悪女の秘密                                                                     | 山本むつみ | 兼崎涼介 | 11.2%  |
| 9                                                                            | 9月14日 | 糸村最後の3分間!! 祝儀泥棒の母が集めた涙のレシート!?                                                                | 真部千晶   | 兼崎涼介 | 10.6%  |
| 平均視聴率 10.7%（視聴率はビデオリサーチ調べ、関東地区・世帯・リアルタイム） |         | |            |          |        |

### 第5シーズン
- 放送期間：2018年7月12日 - 9月13日
- 放送回：全9回（第1話・第9話は2時間枠（20:00 - 21:48）でのスペシャル版として放送）
- 放送時間：毎週木曜20:00 - 20:54（JST）
- 番組キャッチコピーは「真実に必ず辿り着く」。
- 8月9日は「2018年パンパシフィック水泳選手権」中継のため休止[359]。
- 最終話では、同じ木曜ミステリー枠にて放送されている『科捜研の女』シリーズから、同シリーズの主人公である榊マリコ（沢口靖子）がゲストとして出演。
- 同シーズンでは、前述の通り主題歌が2曲とされ[360]、回によって以下の通り使い分ける形とされている。
  - やさしい風が吹いたら - 第1話・第4話・第6話・第8話
  - 小さな風景 - 第2話・第3話・第5話・第7話・最終話

| 放送回                                                                       | 放送日  | サブタイトル | 脚本              | 監督     | 視聴率 |
| ---------------------------------------------------------------------------- | ------- | --- | ----------------- | -------- | ------ |
| 1                                                                            | 7月12日 | あの風変わりな刑事が帰ってくる!! 5億円の仏像を巡る連続殺人疑惑の住職VS謎の鑑定士!? 断崖絶壁のカラビナに3分間の涙!     | 大石哲也          | 兼崎涼介 | 14.7%  |
| 2                                                                            | 7月19日 | 紅い風鈴〜25年間騙され続けたサギ師                                                                                    | 真部千晶          | 長谷川康 | 10.7%  |
| 3                                                                            | 7月26日 | 赤目のカブト虫〜父になれなかった男!?                                                                                  | 大石哲也          | 長谷川康 | 11.2%  |
| 4                                                                            | 8月02日 | 経営コンサルタント殺害… その凶器には、4年前に死んだ男の指紋が!?                                                       | 山岡潤平          | 濱龍也   | 11.8%  |
| 5                                                                            | 8月16日 | 花嫁の父の殺人告白、捨てた形見の秘密!?                                                                                | 青木江梨花        | 濱龍也   | 10.7%  |
| 6                                                                            | 8月23日 | 5億円遺産争い!! お取り寄せの石と疑惑の鬼嫁の正体                                                                      | 真部千晶          | 匂坂力祥 | 09.9%  |
| 7                                                                            | 8月30日 | 幻の金メダル〜空のお守り袋に母の秘密                                                                                  | 長谷川徹 山岡潤平 | 長谷川康 | 09.4%  |
| 8                                                                            | 9月06日 | 歌う空き缶!? 消えた夏休みの宿題と過去からの殺人者                                                                     | 徳永富彦          | 長谷川康 | 10.5%  |
| 9                                                                            | 9月13日 | 糸村、最後の事件!! 特対VS1000億の発明を狙う爆弾犯！ カラフルな魚の鱗に美人科学者の秘密…二重三重の罠で糸村ついに殉職!? | 大石哲也          | 濱龍也   | 13.1%  |
| 平均視聴率 11.8%（視聴率はビデオリサーチ調べ、関東地区・世帯・リアルタイム） |         | |                   |          |        |

### スペシャル5 - 10
以下のスペシャル版のうち、第7弾以外はいずれも日曜プライム枠にて放送。
| 放送回 | 放送日         | 放送時間      | サブタイトル | 脚本     | 演出     |
| ------ | -------------- | ------------- | --- | -------- | -------- |
| 5      | 2018年11月11日 | 21:00 - 23:05 | 糸村vs天狗vs天才ハッカー!? 謎の修験道者が殺害された。 遺留品の鳥の羽から、糸村は天狗伝説が生きる山村に辿り着くが、そこでさらなる悲劇が!! 難事件の衝撃の真相とは…!? | 森下直   | 長谷川康 |
| 6      | 2019年2月24日  | 21:00 - 23:05 | あの風変わりな刑事が再び！ オーケストラ連続殺人…疑惑の天才指揮者とダイヤモンド強盗の謎！ 折り鶴が明かす涙の真相とは…!?そして糸村が指揮者に!?                       | 大石哲也 | 濱龍也   |
| 7      | 10月03日       | 20:00 - 21:48 | 不思議キャラ刑事・糸村聡が令和初の『遺留捜査』で、昭和48年にタイムスリップ!?                                                                                       | 森下直   | 長谷川康 |
| 8      | 11月24日       | 21:00 - 23:05 | 1週目は南野陽子がゲスト！ 遺留品の“コロッケ”から“宇宙”へと広がる物語!?                                                                                             | 真部千晶 | 長谷川康 |
| 9      | 12月01日       | 21:00 - 23:05 | 2週目は、古ぼけた鍵が糸村を導く!? “兄貴的存在感”の宇梶剛士を上川も信頼！                                                                                           | 大石哲也 | 濱龍也   |
| 10     | 2020年08月09日 | 21:00 - 22:54 | 風変わり刑事・糸村が、スーパードクター銃殺の謎に挑む! 暴かれる名医のウラの顔と人気No.1病院の闇…京野菜のナスが語る、涙の真相とは!?                                  | 真部千晶 | 長谷川康 |

### 第6シーズン
- 放送期間：2021年1月14日 - 3月18日
- 放送回数：全10話（第1話のみ、2時間枠（20:00 - 21:48）でのスペシャル版として放送）
- 放送時間：毎週木曜20:00 - 20:54（JST）
- 番組キャッチコピーは「残されたものから始まる物語。」。

| 放送回                                                                       | 放送日  | サブタイトル                                                                                      | 脚本       | 監督     | 視聴率 |
| ---------------------------------------------------------------------------- | ------- | ------------------------------------------------------------------------------------------------- | ---------- | -------- | ------ |
| 1                                                                            | 1月14日 | あの風変わりな刑事が帰ってきた!! 資産家殺人3億円名画の相続バトル!! 糸村の絵が暴く親子の涙の秘密!? | 大石哲也   | 長谷川康 | 11.6%  |
| 2                                                                            | 1月21日 | パペットは見た!? 秘められた涙の真相                                                               | 大石哲也   | 長谷川康 | 11.0%  |
| 3                                                                            | 1月28日 | ボロボロの紙きれが語り出す切ない真実とは!?                                                        | 真部千晶   | 濱龍也   | 12.9%  |
| 4                                                                            | 2月04日 | 死を呼ぶ三角関係!? 疑惑のネイリスト "幸運のマドラー"が叶えた最後の奇跡とは!?                      | たかひろや | 濱龍也   | 12.4%  |
| 5                                                                            | 2月11日 | コース連続爆破!? 狙われたマラソン大会!! 組紐に込められた犯行動機とは!?                            | 山岡潤平   | 長谷川康 | 12.2%  |
| 6                                                                            | 2月18日 | パーツに隠された暗号の真相とは!!                                                                  | 森山あけみ | 濱龍也   | 11.6%  |
| 7                                                                            | 2月25日 | 石ころが守った!? 衝撃の秘密とは!?                                                                 | 森下直     | 兼崎涼介 | 12.1%  |
| 8                                                                            | 3月04日 | ヒット映画の黒い過去!? お手玉が暴く女優の秘密                                                     | たかひろや | 兼崎涼介 | 11.5%  |
| 9                                                                            | 3月11日 | 美女と遺体と!? 山小屋の奇妙な一夜! 殺意を秘めたキャンドルの謎                                     | 大石哲也   | 長谷川康 | 11.8%  |
| 10                                                                           | 3月18日 | 糸村vs偽りの名探偵! 200年前の骨の謎                                                               | 真部千晶   | 長谷川康 | 11.2%  |
| 平均視聴率 11.8%（視聴率はビデオリサーチ調べ、関東地区・世帯・リアルタイム） |         |                                                                                                   |            |          |        |

### 第7シーズン
- 放送期間：2022年7月14日 - 9月15日
- 放送回数：全10回
- 放送時間：毎週木曜20:00 - 20:54（JST）
  - 同シーズンは第4シーズン以来の放送枠である、木曜ミステリー枠の最終作品ともなった[363]。
- 番組キャッチコピーは「これが最後のメッセージ。」[363]。
- 主題歌は第4シーズン以来となる複数曲体制で、回によって以下の通り使い分ける形とされた[345]。
  - やさしい風が吹いたら - 第2話・第3話・第6話 ・最終話
  - 小さな風景 - 第1話・第5話・第7話・第9話
  - 風を待って - 第4話・第8話

| 放送回                                                                      | 放送日  | ラテ欄                                                  | 脚本       | 監督     | 視聴率 |
| --------------------------------------------------------------------------- | ------- | ------------------------------------------------------- | ---------- | -------- | ------ |
| 1                                                                           | 7月14日 | 風変わり刑事再び!! 嵐の中に消えた男〜鳴らない笛の真実!? | 大石哲也   | 長谷川康 | 09.0%  |
| 2                                                                           | 7月21日 | 父にすり替わった男 苦いキャラメルが語る30年間の嘘!!     | 大石哲也   | 長谷川康 | 07.4%  |
| 3                                                                           | 7月28日 | 双子殺人の謎!? 最強おまけカードが変えた!?兄弟の逆転運命 | 真部千晶   | 兼﨑涼介 | 08.6%  |
| 4                                                                           | 8月04日 | 人気体操コーチの死! 合格祈願の鉛筆に涙の傷!?            | 川﨑龍太   | 兼﨑涼介 | 08.9%  |
| 5                                                                           | 8月11日 | ベンチャー争奪殺人!? 疑惑の社長夫人                     | たかひろや | 匂坂力祥 | 08.8%  |
| 6                                                                           | 8月18日 | パワハラ美女の死と涙! 軍手に秘めた衝撃過去!?            | 川﨑龍太   | 宗野賢一 | 08.6%  |
| 7                                                                           | 8月25日 | 若き建築士の禁断過去! 爪切りに涙のメッセージ            | 小島聡一郎 | 柏木宏紀 | 08.2%  |
| 8                                                                           | 9月01日 | 天才ボクサーの挫折…<糸>が変えた運命!?                   | 山岡潤平   | 柏木宏紀 | 09.4%  |
| 9                                                                           | 9月08日 | 最終章! 金のチェーンが繋ぐ涙と殺意                      | 大石哲也   | 長谷川康 | 09.2%  |
| 10                                                                          | 9月15日 | 最終回! 糸村、最後のメッセージ                          | 大石哲也   | 長谷川康 | 10.4%  |
| 平均視聴率 8.9%（視聴率はビデオリサーチ調べ、関東地区・世帯・リアルタイム） |         |                                                         |            |          |        |

### スペシャル11 -
| 放送回 | 放送日         | 放送時間      | サブタイトル                                            | 脚本     | 監督     |
| ------ | -------------- | ------------- | ------------------------------------------------------- | -------- | -------- |
| 11     | 2023年09月21日 | 20:00 - 21:54 | 蒼き島が呼ぶ連続殺人…色が変わるガラス玉に眠る、涙の秘密 | 大石哲也 | 兼﨑涼介 |

## DVD
いずれも発売元はテレビ朝日、販売元は東映・東映ビデオ。
- 遺留捜査 DVD-BOX（2011年10月21日発売）
- 遺留捜査2 DVD-BOX（2013年1月21日発売）
- 遺留捜査3 DVD-BOX（2013年10月11日発売）
- ドラマスペシャル 遺留捜査（2014年4月11日発売）
  - 2013年放送のスペシャル第1弾のソフト化。
- 遺留捜査4 DVD-BOX（2018年1月10日発売[366]）
- 遺留捜査5 DVD-BOX（2019年1月23日発売）